# Stranger Things
Stranger Things es una serie de televisión web dramática de suspense, ciencia ficción y terror estadounidense, coproducida y distribuida por Netflix. Creado por los hermanos Matt y Ross Duffer, y producida ejecutivamente por Shawn Levy, se estrenó en la plataforma el 15 de julio de 2016; la segunda y tercera temporada se estrenó el 27 de octubre de 2017  y el 4 de julio de 2019, respectivamente, su cuarta temporada se estrenó en 2 partes el 27 de mayo y el 1 de julio de 2022 y su quinta y última temporada se estrena el 26 de noviembre de 2025, el 25 de diciembre de 2025 y el 31 de diciembre de 2025. En febrero de 2022 la serie fue renovada para una quinta y última temporada, que, después de los retrasos por la huelga SAG-AFTRA, comenzó su producción el 8 de enero de 2024.
Ambientada durante la década de 1980, la historia se sitúa en el pequeño pueblo ficticio de Hawkins, Indiana, Estados Unidos, donde sus residentes comienzan a lidiar con una dimensión alternativa hostil conocida como Upside Down, después de que una instalación de experimentación humana cercana abre una puerta entre ella y el mundo normal. El reparto principal incluye a Winona Ryder, David Harbour, Finn Wolfhard, Millie Bobby Brown, Gaten Matarazzo, Caleb McLaughlin, Natalia Dyer, Charlie Heaton, Cara Buono, Mathias Modine, Noah Schnapp, Sadie Sink, Joe Keery, Dacre Montgomery, Sean Astin, Paul Reiser, Maya Hawke, Priah Ferguson y Brett Gelman.
Los hermanos Duffer desarrollaron Stranger Things como una mezcla de drama de investigación y elementos sobrenaturales retratados con horror y sensibilidad infantil, al tiempo que infunden referencias a la cultura pop de los años 1980. con referencias a películas de Steven Spielberg, Wes Craven, John Carpenter, Stephen King, Rob Reiner y George Lucas, entre otros. También se inspiraron en experimentos realizados durante la Guerra Fría y en teorías de conspiración que involucraban programas gubernamentales secretos.  
Convertida en una de las series emblemáticas de Netflix, ha atraído una audiencia récord en la plataforma de streaming. La serie recibió críticas positivas por parte de la prensa especializada, que elogió la interpretación, caracterización, ritmo, atmósfera y el claro homenaje al Hollywood de la década de los ochenta.

## Argumento
Stranger Things está ambientada en el pueblo ficticio de Hawkins, Indiana, en los años 1980. El cercano Laboratorio Nacional Hawkins aparentemente realiza investigaciones científicas para el Departamento de Energía de los Estados Unidos, pero experimenta en secreto con lo paranormal y lo sobrenatural, a veces con sujetos de prueba humanos. Sin darse cuenta, han creado un portal a una dimensión alternativa a la que se refieren como Upside Down, cuya presencia comienza a afectar a los residentes de Hawkins de manera calamitosa.
La primera temporada comienza en noviembre de 1983. Will Byers es secuestrado por una criatura del Upside Down. Su madre, Joyce; el jefe de policía de la ciudad, Jim Hopper; y un grupo de voluntarios lo busca. Una joven psicoquinética llamada Once escapa del laboratorio y es encontrada por amigos de Will. Once se hace amiga de ellos y los ayuda en sus esfuerzos por encontrar a Will.
La segunda temporada se establece un año después, en octubre de 1984. Will ha sido rescatado, pero comienza a tener premoniciones de la caída de Hawkins causada por una criatura en el Upside Down. Cuando se descubre que Will todavía está poseído por una entidad del Upside Down, sus amigos y familiares descubren que existe una amenaza mayor para su mundo.
La tercera temporada se desarrolla varios meses después, en los días previos a la celebración del Día de Independencia del 4 de julio de 1985. El nuevo Starcourt Mall tiene convertirse en el centro de atención de los residentes de Hawkins, lo que provocó que la mayoría de las otras tiendas locales cerraran debido a la popularidad del centro comercial. Hopper se preocupa cada vez más por la relación de Once y Mike y se vuelve muy protector con su hija. Sin que la ciudad lo sepa, un laboratorio secreto soviético debajo de Starcourt busca abrir la puerta al Upside Down. Mientras tanto, el Mind Flayer usa el control mental para hacer que Billy cumpla sus órdenes.
La cuarta temporada se desarrolla varios meses después, en marzo de 1986. Joyce, Will, Eleven y Jonathan se mudaron a Lenora, California, para comenzar de nuevo. En California, Once lucha contra la pérdida de sus poderes y el acoso escolar. Mientras tanto, en Hawkins, un ser del Upside Down (una entidad más tarde denominada Vecna) comienza a matar a los residentes de Hawkins, abriendo nuevas puertas entre los dos mundos en el proceso. Con la intención de detener a Vecna, el Dr. Sam Owens lleva a Once a unas instalaciones para ayudarla a recuperar sus poderes. Simultáneamente, Joyce y Murray vuelan a Rusia para rescatar a Hopper del Gulag en Kamchatka.
La quinta y última temporada transcurre en el otoño de 1987. El grupo busca encontrar y matar a Vecna tras la apertura de las Grietas en Hawkins. La misión se complica cuando los militares se instalan en Hawkins y comienzan a cazar a Once. Cerca del aniversario de la desaparición de Will, el grupo debe permanecer unido por última vez para la batalla final y enfrentarse a algo más poderoso y mortal que nunca.

## Temporadas
| Temporada | Temporada | Episodios | Episodios               | Lanzamiento original    | Lanzamiento original    |
| --------- | --------- | --------- | ----------------------- | ----------------------- | ----------------------- |
|           | 1         | 8         | 8                       | 15 de julio de 2016     | 15 de julio de 2016     |
|           | 2         | 9         | 9                       | 27 de octubre de 2017   | 27 de octubre de 2017   |
|           | 3         | 8         | 8                       | 4 de julio de 2019      | 4 de julio de 2019      |
|           | 4         | 9         | 7                       | 27 de mayo de 2022      | 27 de mayo de 2022      |
| 2         | 4         | 9         | 1 de julio de 2022      | 1 de julio de 2022      |                         |
|           | 5         | 8         | 4                       | 26 de noviembre de 2025 | 26 de noviembre de 2025 |
| 3         | 5         | 8         | 25 de diciembre de 2025 | 25 de diciembre de 2025 |                         |
| 1         | 5         | 8         | 31 de diciembre de 2025 | 31 de diciembre de 2025 |                         |

## Reparto

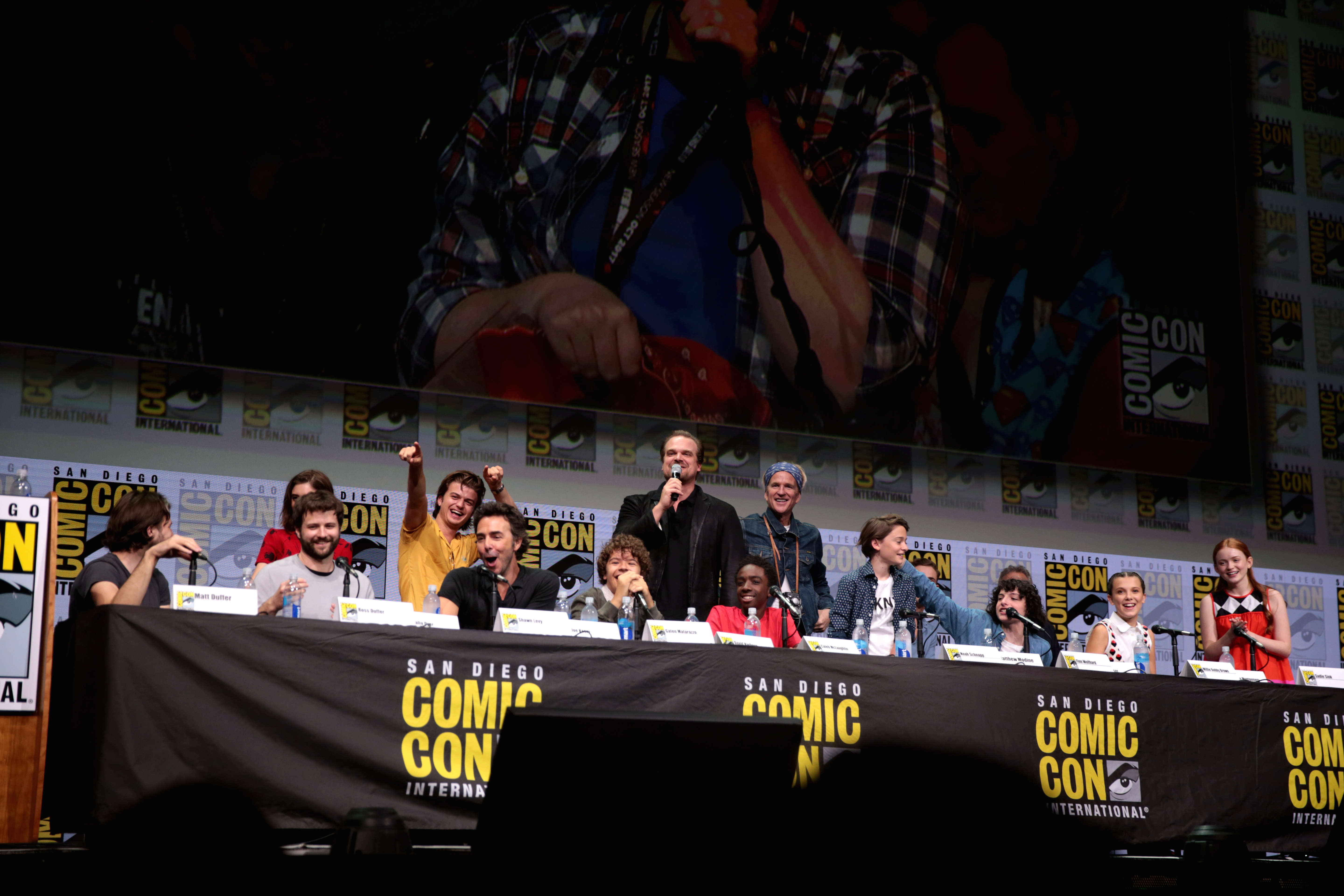
El elenco de Stranger Things durante la Convención Internacional de Cómics de San Diego en julio de 2017.

- Winona Ryder como Joyce Byers: La madre de Will y Jonathan Byers y está divorciada de Lonnie Byers, el padre de sus dos hijos.
- David Harbour como Jim Hopper: El jefe del departamento de policía de Hawkins.
- Finn Wolfhard como Mike Wheeler: El segundo hijo de Karen y Ted, hermano menor de Nancy y hermano mayor de Holly, y uno de los tres mejores amigos de Will Byers. Es un estudiante inteligente, concienzudo y comprometido con sus amigos, que desarrolla sentimientos románticos por Once.
- Millie Bobby Brown como Once / Jane Hopper: Una joven con habilidades telepáticas y psicoquinéticas que creció en los laboratorios de Hawkins como sujeto de pruebas del Dr. Brenner. Tras escapar del laboratorio, se adapta a vivir una vida normal con la ayuda de Mike (con quien sale más tarde) y sus amigos.
- Gaten Matarazzo como Dustin Henderson: Un joven amigo de Mike, Will y Lucas, es un niño muy inteligente y estudioso cuya displasia cleidocraneal lo hace cecear.
- Caleb McLaughlin como Lucas Sinclair: Un joven amigo de Mike, Will y Dustin, y hermano mayor de Erica.
- Natalia Dyer como Nancy Wheeler: La primera hija de Karen y Ted y hermana mayor de Mike y Holly. Estudiosa y respetuosa de las reglas, Nancy encuentra otro lado de sí misma mientras investiga los secretos del Upside Down a raíz de la desaparición de su mejor amiga Barbara Holland. Es novia de Steve durante las 2 primeras temporadas y luego de Jonathan.
- Charlie Heaton como Jonathan Byers: El hermano mayor de Will e hijo de Joyce. Es un adolescente tranquilo y de buen corazón, un outsider en la escuela y un aspirante a fotógrafo. Es cercano a su madre y a su hermano, y se convierte en el novio de Nancy Wheeler.
- Cara Buono como Karen Wheeler (temporadas 1-3; coprincipal temporada 4): La madre de Nancy, Mike y Holly, y esposa de Ted Wheeler.
- Matthew Modine como el Dr. Martin Brenner (temporadas 1, 4; invitado temporada 2): El manipulador y sombrío científico jefe del Laboratorio Hawkins y los experimentos realizados allí.
- Noah Schnapp como Will Byers (temporada 2-; recurrente temporada 1): El hijo menor de Joyce y hermano de Jonathan, un niño callado y tímido. Su captura por un monstruo del "Upside Down", una dimensión alternativa descubierta por los científicos del Laboratorio Hawkins, desencadena los eventos de la serie. Más tarde desarrolla una conexión con el Upside Down y el Mind Flayer.
- Sadie Sink como Maxine «Max» Mayfield (temporada 2-): La hermanastra de Billy, una skater que llama la atención de Lucas y Dustin que poco a poco se involucra en los misterios del Upside Down.
- Joe Keery como Steve Harrington (temporada 2-; recurrente temporada 1): Un estudiante popular en la escuela secundaria y novio de Nancy Wheeler durante las 2 primeras temporadas. A medida que se involucra en los misterios del Upside Down, evoluciona en su personalidad y en su relación con los demás.
- Dacre Montgomery como Billy Hargrove (temporadas 2-3; invitado temporada 4): El descuidado, imprudente y verbalmente abusivo hermanastro de Max, una consecuencia del abuso físico que él mismo sufre de su padre muy abusivo.
- Sean Astin como Bob Newby (temporada 2): Un antiguo compañero de clase de Joyce y Hopper, quien dirige el Radio Shack de Hawkins y se convierte en novio de Joyce en la segunda temporada.
- Paul Reiser como Dr. Samuel «Sam» Owens (temporadas 2, 4; invitado temporada 3): Un ejecutivo del Departamento de Energía de los Estados Unidos que reemplaza a Brenner como director de los laboratorios Hawkins. Es terco y comprometido con la investigación científica, pero empático con los residentes de Hawkins.
- Maya Hawke como Robin Buckley (temporada 3-): Una chica "alternativa" que trabaja junto a Steve en Scoops Ahoy, la heladería del Starcourt Mall que con el tiempo se transforman en mejores amigos.
- Priah Ferguson como Erica Sinclair (temporada 3-; recurrente temporada 2): La hermana menor de Lucas.
- Brett Gelman como Murray Bauman (temporada 4-; recurrente temporadas 2–3): Un experiodista que se convirtió en un teórico de la conspiración, que ayuda a investigar los eventos que ocurren en Hawkins.
- Jamie Campbell Bower como Henry Creel / Uno / Vecna (temporada 4-): Un ser psíquico asesino del Upside Down que reveló haber creado el Mind Flayer. Nació como un humano llamado Henry Creel con habilidades psiónicas. Después de asesinar a su familia y caer en coma, fue puesto bajo el cuidado del Dr. Brenner. Los flashbacks en la temporada 4 revelan que Once lo envió al Mundo del revés cuando ella tenía nueve años, donde fue desfigurado por un rayo, lo que provocó su aparición como Vecna. Después de explorar el Mundo del revés, creó al Mind Flayer y tomó el control de la dimensión.

## Producción

### Desarrollo e historia de evolución
Stranger Things fue creada por Matt y Ross Duffer, conocidos profesionalmente como los hermanos Duffer. Los dos habían terminado de escribir y producir su película de 2015 Hidden, que habían tratado de emular al estilo de M. Night Shyamalan, sin embargo, debido a los cambios en Warner Bros., su distribuidor, la película no vio un gran lanzamiento y los Duffer no estaban seguros de su futuro. Para su sorpresa, el productor de televisión Donald De Line se acercó a ellos, impresionado con el guion de Hidden, y les ofreció la oportunidad de trabajar en episodios de Wayward Pines junto a Shyamalan. Los hermanos fueron instruidos por Shyamalan durante la producción del episodio, por lo que cuando terminaron, sintieron que estaban listos para producir sus propias series de televisión.
Los Duffer prepararon un guion que sería esencialmente similar al episodio piloto real de la serie, junto con un libro de lanzamiento de 20 páginas para ayudar a comprar la serie para una red. Lanzaron la historia a alrededor de quince cadenas de cable, todas las cuales rechazaron el guion sobre la base de que sentían que un argumento centrado en los niños como personajes principales no funcionaría, pidiéndoles que lo convirtieran en un espectáculo infantil o soltar a los niños y centrarse en la investigación de Hopper en lo paranormal. A principios de 2015, Dan Cohen, VP de 21 Laps Entertainment, llevó el guion a su colega Shawn Levy. Posteriormente invitaron a los Duffer a su oficina y compraron los derechos para la serie, otorgando la autoría completa de la misma a los hermanos. Después de leer el piloto, el servicio de transmisión Netflix compró toda la temporada por un monto no revelado; el programa fue anunciado posteriormente para un lanzamiento planificado para 2016 de Netflix a principios de abril de 2015. Los Duffer declararon que en el momento en que lanzaron a Netflix, el servicio ya había sido reconocido por su programación original, como House of Cards y Orange Is the New Black, con productores reconocidos detrás de ellos, y estaban listos para comenzar, dando una oportunidad a los futuros productores como ellos. Los hermanos comenzaron a escribir la serie y trajeron a Levy y Cohen como productores ejecutivos para comenzar el casting.
| "Montauk es una epopeya de terror de ciencia ficción de ocho horas. Ambientada en Long Island en 1980 e inspirada en los clásicos sobrenaturales de esa época, exploramos la encrucijada donde lo ordinario se encuentra con lo extraordinario... emocional, cinemático y arraigado en el personaje, Montauk es una carta de amor a la edad de oro de Steven Spielberg y Stephen King: un matrimonio de drama humano y miedo sobrenatural".— — Lanzamiento original de los Duffer para Montauk |

Originalmente, la serie se conocía como Montauk, ya que el escenario del guion se encontraba en Montauk, Nueva York y en las localidades cercanas de Long Island. Los hermanos habían elegido Montauk ya que tenía vínculos adicionales con Spielberg con la película Tiburón, donde Montauk fue utilizado para el escenario ficticio de Amity Island. Luego de decidir cambiar la narración de la serie para que tuviera lugar en la ciudad ficticia de Hawkins, los hermanos sintieron que ahora podían hacer cosas en la ciudad, como ponerla en cuarentena, que realmente no podían imaginarse una ubicación real. Con el cambio de ubicación, tuvieron que idear un nuevo título para la serie bajo la dirección de Ted Sarandos de Netflix para que pudieran empezar a publicitarlo para el público. Los hermanos comenzaron usando una copia de la novela Firestarter de Stephen King para considerar la fuente y la apariencia del título, y crearon una larga lista de posibles alternativas. Stranger Things surgió ya que sonaba similar a otra novela de King, Needful Things, aunque Matt señaló que todavía tenían una "gran cantidad de argumentos acalorados" sobre este título final.
Para lanzar la serie, los Duffer exhibieron imágenes, metraje y música de películas de los años ochenta tales como E.T., el extraterrestre, Encuentros en la tercera fase, Poltergeist, Hellraiser, Stand by Me, Firestarter, A Nightmare on Elm Street y Tiburón para establecer el tono de la serie.
Con el éxito crítico de la primera temporada después de su lanzamiento en julio de 2016, se plantearon especulaciones sobre una posible segunda temporada. Los Hermanos Duffer inicialmente tenían la intención de que Stranger Things fuera una miniserie independiente o una serie de antología. También consideraron la posibilidad de establecer una segunda temporada potencial (a la que se refieren como una "secuela") a principios de la década de 1990 y presentando una versión anterior de los personajes, junto con todos los nuevos personajes, que se sienten atraídos por Hawkins después de eventos sobrenaturales. comienzan a ocurrir nuevamente. Sin embargo, tras el lanzamiento de la primera temporada, se dieron cuenta de que la simpatía de los personajes, especialmente los niños, era clave para el éxito de la serie, y decidieron establecer la segunda temporada en 1984 y centrarse en los mismos personajes. A fines de julio, los Duffer había delineado un plan para esa temporada si estaba en luz verde, y el CEO de Netflix Reed Hastings dijo a principios de agosto que la compañía "sería tonta de no" renovar Stranger Things para una segunda temporada. El 31 de agosto de 2016, Netflix anunció que había renovado Stranger Things para una segunda temporada de nueve episodios, que se lanzará en 2017. Los hermanos Duffer revelaron que la serie había sido renovada por una segunda temporada antes de que la primera se estrenase. En cuanto a la decisión de esperar más de un mes después de que se estrenase la primera temporada para anunciar la renovación, Matt Duffer dijo, "en realidad terminó funcionando porque había llegado a este punto álgido. Supongo que eso es lo que Netflix tenía la intención de hacer todo el tiempo".
Los Duffer escribieron la segunda temporada para hacer que la primera y la segunda temporada combinadas parecieran un trabajo completo, pero estableciendo elementos para avanzar con temporadas adicionales si tenían luz verde. Si bien la mayor parte de la historia de la segunda temporada se había decidido antes de que se emitiera la primera temporada, los Duffer captaron las reacciones de la audiencia desde la primera temporada para ajustar algunos de los detalles en la segunda temporada. Sabían que no tendrían el mismo elemento de sorpresa del público que cuando el programa se transmitió de nuevo, y sabían que los fanáticos querían ver ciertos elementos, pero Ross dijo "...el punto es no darles a todos lo que creen que quieren. No creo que realmente sepan lo que quieren". Los Duffer consideraron que la segunda temporada debería tratarse más como una secuela que como una continuación y, por lo tanto, han optado por llamar a la segunda temporada, Stranger Things 2. Este enfoque temía Netflix, ya que la compañía creía que las secuelas de las películas generalmente tenían mala reputación, pero los Duffer señaló que hubo muchas secuelas exitosas que superaron la película original, y se sintieron seguros con este nombre. A pesar de revelar los títulos de los episodios de la temporada en el anuncio publicitario con el fin de "dar alguna pista de hacia dónde íbamos en la segunda temporada sin regalar nada", Matt Duffer afirmó que algunos de los títulos cambiarían, ya que hubo algunas cosas "que no quisimos poner allí porque pensamos que daría demasiado", y porque "la gente es inteligente en Internet" con videos creados por fanes que analizan los títulos de los capítulos. ...en gran parte "de cómo los títulos se relacionan con la trama de la temporada. A principios de octubre de 2017, los Duffer Brothers revelaron los títulos finales de los primeros seis episodios de la temporada.
Levy notó en noviembre de 2016 que él y los Duffer Brothers ya habían comenzado a planear una posible tercera temporada, y dijeron: "No vamos a tomarnos por sorpresa y no queremos hacer las cosas como el día antes de tener que escribirlo y lo hacemos, así que definitivamente somos optimistas y hemos empezado a pensar en el futuro". Los hermanos Duffer anticipan que tendrán entre cuatro y cinco temporadas para trabajar, pero quieren" tener un final realmente finito "mientras el programa sigue siendo a la altura del éxito, según Matt, en lugar de dejar que se prolongue indefinidamente. En agosto de 2017, los hermanos Duffer confirmaron que habría una tercera temporada, con la probabilidad de una temporada más después de eso, con Ross diciendo: "Pensamos que será una cosa de cuatro temporadas y luego saldremos". Sin embargo, el productor ejecutivo Shawn Levy luego sugirió que cuatro o cinco temporadas totales eran posibilidades, afirmando que la verdad es que definitivamente vamos a pasar cuatro temporadas y existe la posibilidad de un quinto. Más allá de eso, creo que es muy poco probable". Matt Duffer comentó más tarde que no se ha tomado ninguna decisión oficial, afirmando que "es difícil, como cuatro parece corto, cinco parece largo. Así que no sé qué hacer". En diciembre de 2017, Netflix confirmó oficialmente que tienen luz verde la tercera temporada, que consta de ocho episodios. Levy también confirmó que una cuarta temporada estaba "definitivamente sucediendo" y que había potencial para una quinta temporada.

### Casting

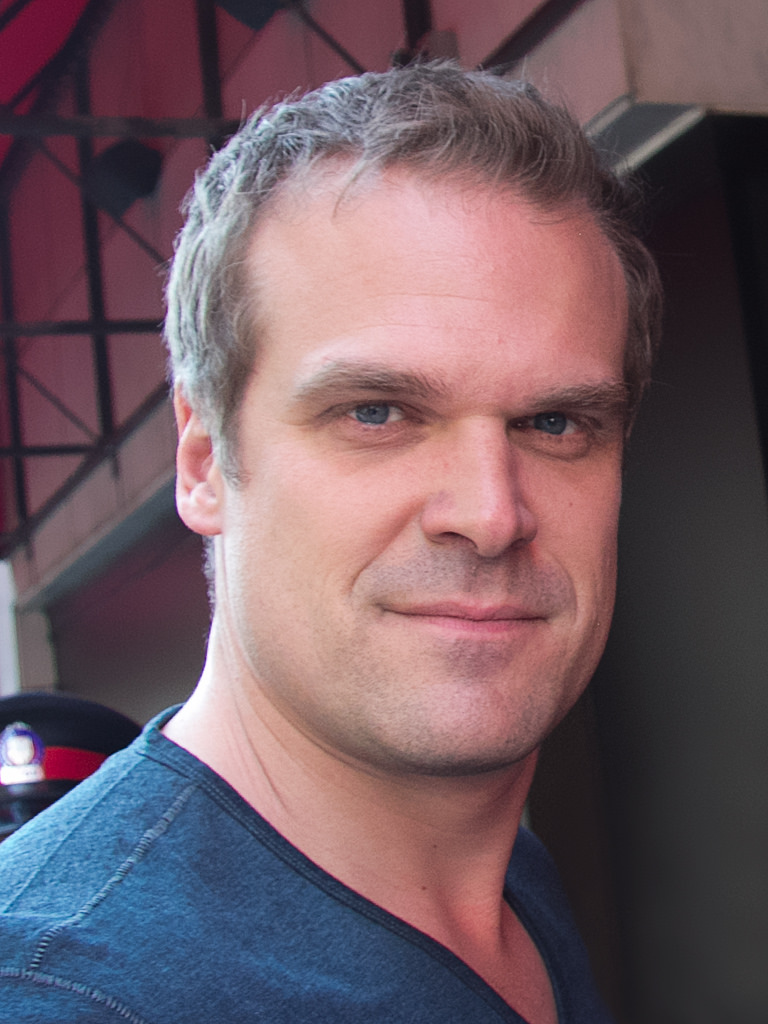
Los hermanos Duffer eligieron a David Harbour como Hopper creyendo que esta era su oportunidad de interpretar a un personaje principal.

En junio de 2015, se anunció que Winona Ryder y David Harbour se habían unido a la serie como Joyce y como el jefe de policía de Hawkins, respectivamente. La directora de casting de los hermanos, Carmen Cuba, había sugerido a Ryder para el papel de Joyce, lo que los dos se sintieron inmediatamente atraídos por su predominio en las películas de los años ochenta. Levy creía que Ryder podía "arruinar la urgencia emocional y aún encontrar capas y matices y diferentes lados de [Joyce]". Ryder elogió que las múltiples historias del programa la obligaran a actuar para Joyce ya que "está loca, pero en realidad está en algo", y que los productores tenían fe en que ella podría lograr el papel difícil. Los hermanos Duffer habían estado interesados en Harbour antes, quienes hasta Stranger Things principalmente tenían papeles más pequeños como personajes villanos, y sentían que había estado "esperando demasiado tiempo para esta oportunidad" para interpretar un papel principal, mientras que el propio Harbour estaba encantado con el guion, y la oportunidad de interpretar a "un personaje antihéroe roto y defectuoso".
Dos meses más tarde, fueron anunciados: Finn Wolfhard como Mike, Millie Bobby Brown en un papel no revelado, Gaten Matarazzo como Dustin, Caleb McLaughlin como Lucas, Natalia Dyer como Nancy y Charlie Heaton como Jonathan. En septiembre de 2015, Cara Buono se unió al elenco como Karen, seguido por Matthew Modine como Martin Brenner un mes después. El elenco recurrente incluye a Noah Schnapp como Will, Shannon Purser como Barbara "Barb" Holland, Joe Keery como Steve Harrington, y Ross Partridge como Lonnie, entre otros.
Los actores que audicionaron para los papeles de los niños leyeron líneas de Stand by Me. Los hermanos Duffer estimaron que pasaron por alrededor de mil niños actores diferentes para los papeles. Notaron que Wolfhard ya era "un cinéfilo" de las películas de la década de 1980 y fácilmente desempeñó el papel, mientras que encontraron que la audición de Matarazzo era mucho más auténtica que la mayoría de las otras cintas de audición, y lo seleccionaron después de una sola visualización de su cinta de audición. Como el casting se inició inmediatamente después de que Netflix dio luz verde al programa, y antes de que los guiones se completaran por completo, esto permitió que algunas de las tomas de los actores se reflejaran en el guion. El casting de los actores jóvenes para Will y sus amigos se hizo justo después de que se completó el primer guion, y los guiones posteriores incorporaron aspectos de estos actores. Los hermanos dijeron que Modine proporcionó una contribución significativa sobre el personaje del Dr. Brenner, a quien realmente no habían desarrollado antes, ya que lo consideraban el personaje más difícil de escribir dadas sus apariciones limitadas dentro de la narrativa.

## Lanzamiento
La primera temporada consistió en ocho episodios de una hora de duración que se lanzaron en todo el mundo en Netflix el 15 de julio de 2016, en Ultra HD 4K. La segunda temporada, que consta de nueve episodios, se lanzó el 27 de octubre de 2017 en HDR. Un adelanto para la segunda temporada, que también anunció la fecha de lanzamiento, se emitió durante el Super Bowl LI.
La tercera temporada consiste una vez más en ocho episodios, y se lanzó el 4 de julio de 2019. En cuanto al largo hiato entre la segunda y la tercera temporada, la ejecutiva de programación de Netflix, Cindy Holland, señaló "Los hermanos Duffer y Shawn Levy entienden que hay mucho en juego. Quieren entregar algo más grande y mejor que el año pasado. Creo que va a ser una temporada fantástica. Valdrá la pena la espera". La cuarta temporada de la serie fue emitida en dos volúmenes, el primero lanzado el 27 de mayo de 2022 y el segundo el 1 de julio de 2022. En febrero de 2022, Netflix renovó la serie para una quinta y última temporada. Esta última temporada ha sido rodada durante gran parte del año 2024. Su estreno sera emitido en tres volúmenes, el primero sera lanzado el 26 de noviembre de 2025, el segundo el 25 de diciembre de 2025 y la ultima parte el 31 de diciembre de 2025.

### Edición casera y Blu-Ray
La primera temporada de Stranger Things se lanzó en un paquete combinado de Blu-ray / DVD exclusivamente para los minoristas de Target el 17 de octubre de 2017, que incluye un empaque vintage inspirado en VHS. La segunda temporada recibió un lanzamiento similar el 6 de noviembre de 2018.

## Recepción

### Audiencia
Como Netflix no revela números de audiencia de suscriptores para ninguna de sus series originales, Symphony Technology Group compiló los datos de la temporada con base en personas que usan software en sus teléfonos que mide la visualización de televisión al detectar el sonido de un programa. Según Symphony, dentro de los primeros 35 días del lanzamiento, Stranger Things promedió las calificaciones de alrededor de 14.07 millones de adultos entre las edades de 18-49 en los Estados Unidos. Esto hizo que fuera la tercera temporada más vista de contenido original de Netflix en los Estados Unidos en el momento detrás de la primera temporada de Fuller House y la cuarta temporada de Orange Is the New Black. En un análisis de septiembre de 2016, Netflix descubrió que Stranger Things "enganchó" a los espectadores en el segundo episodio de la primera temporada, indicando que el segundo episodio fue "la primera entrega que llevó al menos al 70 por ciento de los televidentes a ver ese episodio para completar todo primera temporada de un espectáculo".
En agosto de 2017, la firma de análisis de marketing Jumpshot determinó que la temporada era la séptima más visitada de Netflix en los primeros 30 días después de su estreno, obteniendo poco más del 20% de los espectadores que recibió la segunda temporada de Daredevil, que fue la más temporada vista de acuerdo con Jumpshot. Jumpshot, que "analiza los datos de click-stream de un panel en línea de más de 100 millones de consumidores", analizó el comportamiento y la actividad de visualización de los miembros de EE. UU. De la empresa, teniendo en cuenta el número relativo de telespectadores de Netflix que vieron al menos un episodio de la temporada.
El 9 de julio de 2019, la serie rompió récords de audiencia, con 40 millones de usuarios, seguido por Murder Mystery, con casi 31 millones de usuarios.

### Crítica
| Temporada | Temporada | Medio crítico      | Medio crítico    |
| Temporada | Temporada | Rotten Tomatoes    | Metacritic       |
| --------- | --------- | ------------------ | ---------------- |
|           | 1         | 90% (90 críticas)  | 76 (34 críticas) |
|           | 2         | 95% (149 críticas) | 79 (35 críticas) |
|           | 3         | 90% (136 críticas) | 72 (26 críticas) |
|           | 4         | 88% (176 críticas) | 69 (29 críticas) |

#### Primera temporada
Stranger Things recibió críticas positivas tanto de la prensa especializada como por parte del público. El portal Rotten Tomatoes otorga a la serie una calificación del 95%, basado en 55 reseñas con una puntuación media de 8,5/10. Los comentarios coinciden en que es «excitante, desgarradora y, en ocasiones, terrorífica. Stranger Things es un adictivo homenaje al cine de Spielberg y los clásicos de la televisión de los 80». En Metacritic, la serie tiene una puntuación de 76 sobre 100, basado en 31 reseñas, lo que indica «críticas generalmente favorables».
IGN dio el puntaje de 8 de 10 y llamó a la serie "genial", diciendo "Stranger Things es una recomendación fácil, que ofrece a los espectadores una serie atmosférica y entrañable que es un retroceso nostálgico sin sentirse como una simple copia". Una reseña en el San Francisco Chronicle, Dave Wiegand escribió: "Stranger Things nos recuerda una época marcada por un tipo de escapismo sin ataduras. Y al hacerlo, nos sentimos ansiosos porque los Duffer Brothers lo han hecho irresistiblemente. Este verano puede haber otros shows igualmente geniales, pero te garantizo que no te divertirás más viendo ninguno de ellos que viendo Stranger Things". Joshua Alston de The A.V. Club también lo comentó positivamente diciendo: "Equilibrar el estilo y la sustancia siempre es un reto para una serie como Stranger Things, pero el espectáculo está perfectamente calibrado. Se siente como ver un espectáculo producido durante la era en la que está ambientado, pero con el arte de hoy televisión de prestigio". Al revisar para HitFix, Alan Sepinwall dijo: "En el transcurso de las ocho horas, la historia y los personajes cobran suficiente vida propia para que las referencias no se sientan indulgentes, y para que la serie se puede apreciar incluso si no se conoce de memoria la trama de E.T. o la fuente del título de las primeras novelas de Stephen King (una gran influencia en los propios créditos de apertura del programa)".
Emily Nussbaum de The New Yorker también aplaudió la serie y escribió: "Es una narración asombrosamente eficiente, ocho horas que pasan en un abrir y cerrar de ojos, incluso con personajes menores que consiguen un diálogo agudo, humor negro o momentos de patetismo". La crítica de televisión, Mary McNamara de Los Angeles Times dijo: "En su mayor parte, y en absoluto desafío a las probabilidades, Stranger Things honra su material de origen de la mejor manera posible: contando una historia dulce y aterradora en la que los monstruos son reales, pero tan son los poderes transformadores del amor y la lealtad". Brian Kelly, del The Wall Street Journal, dijo: "Matt Duffer y Ross Duffer, hermanos y creadores de la serie, han hecho su tarea cuando se trata del cine de los 80. Tanto si eres un fanático de The Thing o The Goonies de John Carpenter es más su velocidad, hay mucho que le gusta en Stranger Things". En una crítica negativa, el crítico cultural Grafton Tanner calificó la serie de "cumplimiento del deseo" y "una ventana a través de la cual los conmocionados pueden mirar un pasado cliché". De manera similar, Marinna Guzy de The Establishment escribió: "Cuando se enfrentan con una historia como Stranger Things, un recuento reciclado de una vieja historia que se comercializa como homenaje y buena, nostálgica nostalgia, uno tiene que preguntarse si los estudiosos y creadores de contenido como los hermanos Duffer alguna vez se preguntan si la historia que están contando es o no el que debería ser contado. ¿Qué propósito sirven las Cosas Extrañas más allá de reforzar el status quo en el panorama de los medios y perpetuar la peligrosa ilusión de que las cosas estaban mucho mejor cuando?".

#### Segunda temporada
En Rotten Tomatoes, la segunda temporada tiene una calificación de aprobación del 94% con base en 126 críticas, y una calificación promedio de 7.79/10. El consenso crítico del sitio afirma que "la segunda temporada de Stranger Things equilibra los momentos de humor y una dulzura nostálgica contra un horror creciente que es aún más eficaz gracias a los personajes llenos de cuerpo y el tono evocador del show". En Metacritic, la segunda temporada tiene un puntaje normalizado de 78 de 100, basado en 33 críticas, lo que indica "revisiones generalmente favorables".

#### Tercera temporada
En Rotten Tomatoes, la tercera temporada tiene una calificación de aprobación del 89% en base de 136 críticas, y una calificación promedio de 7.86/10. El consenso afirma que "Stranger Things se transforma en un fascinante, aunque familiar, viaje de verano que disfruta de su nostalgia cargada de neón sin perder de vista las ricas relaciones que hacen que la serie sea tan entrañable". En Metacritic, la tercera temporada tiene un puntaje de 72 de 100, basado en 26 críticas, indicando "revisiones generalmente favorables".
Stranger Things 3 recibió críticas positivas de los críticos, que elogiaron las imágenes, el humor, las actuaciones (particularmente las de Harbour, Brown, Montgomery y Hawke) y el peso emocional, pero algunos criticaron la narrativa repetitiva y la marginación de algunos personajes. 
La actitud y el comportamiento del personaje Jim Hopper en la tercera temporada fue criticada por algunos, debido a que actuaba más agresivo, con los críticos sintiendo que su personaje ha regresado a una caricatura de sí mismo en comparación con las dos primeras temporadas.

#### Cuarta temporada
En Rotten Tomatoes, la cuarta temporada tiene un índice de aprobación del 88% según 193 reseñas, con una calificación promedio de 7,9/10. El consenso crítico del sitio dice: "Más oscuro y denso que sus predecesores, el cuarto capítulo de Stranger Things prepara el escenario para la última temporada del programa de una manera típicamente digna de un atracón. En Metacritic, los dos volúmenes de la cuarta temporada tienen puntuaciones de 69 de 100 basado en 29 críticos y 74 de 100 basado en 18 críticos, ambos indicando "críticas generalmente favorables".

### Comentarios

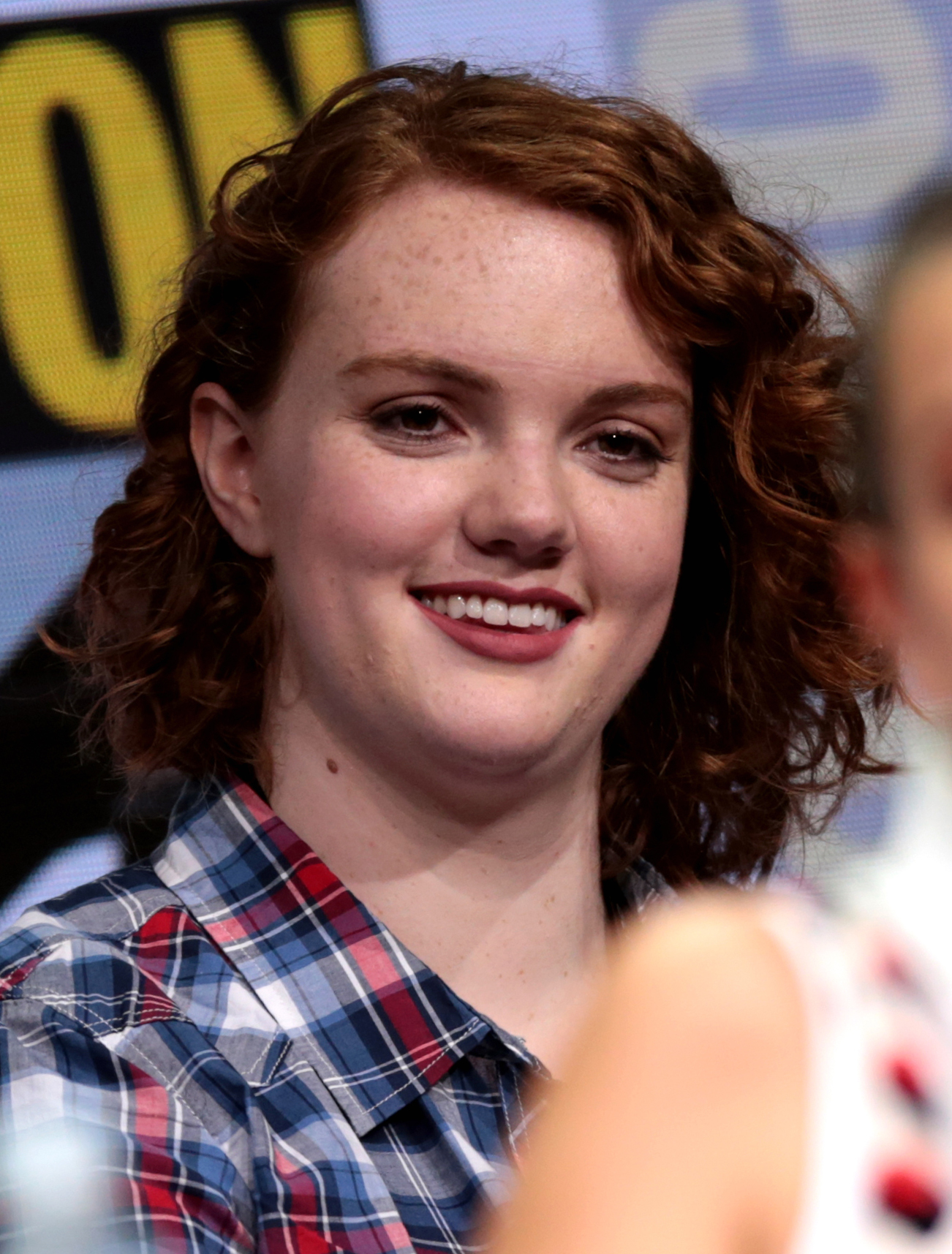
Shannon Purser intérprete de Barb recibió buena atención y aclamación por los fans, Purser fue nominada al Premio Emmy a la Mejor Actriz Invitada en una Serie de Drama.

Poco después de su lanzamiento, la serie ganó una base de fanes dedicada. Una de las áreas de interés de estos fanáticos fue el personaje de Barb, la mejor amiga y compañera de clase de Nancy, quien es capturada y asesinada por el monstruo a principios de la temporada. Según la actriz Shannon Purser, Barb "no se suponía que fuera un gran problema", y los hermanos Duffer no habían entrado en detalles sobre el personaje ya que el foco estaba en encontrar a Will. Sin embargo, muchos fanáticos simpatizaron con el personaje, con Laura Bradley de Vanity Fair sugiriendo que esta gente descubrió que Barb sería una inadaptada similar en la sociedad, y "se parece más a alguien que podrías conocer en la vida real" en comparación con los otros personajes. particularmente Nancy, en la serie. Hashtags como "#ImWithBarb" (YoestoyConBarb) y "#JusticeforBarb" (JusticiaparaBarb) crecieron en popularidad después del lanzamiento de la serie, y se crearon varios sitios de fanes y foros para apoyarla. Mientras Purser no regresó para la segunda temporada, los hermanos Duffer usaron el movimiento de la vida real "Justice for Barb" como inspiración para la narrativa al comienzo de la segunda temporada, con Nancy abordando el hecho "que a nadie le importa" Barb. Purser y varios medios de comunicación tomaron su nominación como Barb por Mejor Actriz Invitada en una Serie Dramática en la 69.ª edición de los Premios Primetime Emmy como "la Justicia por Barb", destacando lo bien que se recibió su personaje.
Otro impacto de la serie ha sido un aumento en la demanda de gofres Eggo, ya que se ha demostrado que son la comida favorita de Eleven en varios episodios y se consideran una representación del espectáculo. Kellogg Company, que fábrica Eggo, no había formado parte de la producción antes del lanzamiento de la primera temporada, pero reconoció el impacto en el mercado de la serie. Ofreció un anuncio de televisión Eggo de la década de 1980 para que Netflix lo utilizara en su comercial Super Bowl LI, y está buscando involucrarse más en la promoción cruzada.

## Temática y estilo

### Música
El éxito de la serie va también ligado indudablemente a la banda sonora creada por Kyle Dixon y Michael Stein, ambos integrantes del dúo Survive. La banda sonora hace retroceder, inmediatamente, a la década de 1980, no solo por el aire retro de la música de sintetizador que recuerda a bandas sonoras de películas como Tron o Blade Runner, sino por los temas clásicos que incorpora. El día 10 de agosto de 2016, Netflix anunció que editó la banda sonora en dos volúmenes. El primero de ellos vio la luz en plataformas digitales el viernes 12 de agosto de 2016, con 36 temas, y el segundo el día 19 del mismo mes. Junto a Lakeshore Records, Netflix lanzó la banda sonora en formato físico en el mes de septiembre de 2016, los días 16 y 23, respectivamente.
El tema central de Stranger Things está considerado como uno de los mejores exponentes de producción musical en el género electrónico synthwave, que combina una gran cantidad de guiños a recursos, sonidos e instrumentos también habituales de los años 80. Está disponible un tutorial detallado para recrear el tema central, publicado por el magacín en línea Future Music Spain.

#### Canciones
| N.º | Canción                                                                 | Intérprete                  | Episodio |
| --- | ----------------------------------------------------------------------- | --------------------------- | -------- |
| 1   | She has funny cars                                                      | Jefferson Airplane          | 1        |
| 2   | White rabbit                                                            | Jefferson Airplane          | 1        |
| 3   | África                                                                  | Toto                        | 1        |
| 4   | Can't seem to make you mine                                             | The Seeds                   | 1        |
| 5   | I Shall Not Care                                                        | Pearls Before Swine         | 1        |
| 6   | Jenny May                                                               | Trader Horne                | 1        |
| 7   | Every Little Bit                                                        | Jackie James & Ian Curnow   | 1        |
| 8   | Should I Stay or Should I Go                                            | The Clash                   | 2        |
| 9   | I melt with you                                                         | Modern English              | 2        |
| 10  | Haze shade of winter                                                    | The Bangles                 | 2        |
| 11  | Tie a yellow ribbon                                                     | The Dawn                    | 2        |
| 12  | Go nowhere                                                              | Reagan Youth                | 2        |
| 13  | Deck the Halls                                                          | Chicks With Hits            | 2        |
| 14  | Jingle Bells                                                            | The Canterbury Choir        | 2        |
| 15  | Dark Stars                                                              | Mark Glass                  | 2        |
| 16  | I'm Taking Off (Shield Your Eyes)                                       | Space Knife                 | 2        |
| 17  | Raise a Little Hell                                                     | Trooper                     | 2        |
| 18  | Heroes                                                                  | Peter Gabriel (David Bowie) | 3        |
| 19  | Waiting for a girl like you                                             | Foreigner                   | 3        |
| 20  | Canción de cuna (Wiegenlied, op. 49, no.4)                              | Johannes Brahms             | 3        |
| 21  | We Wish You a Merry Christmas                                           | Joel Evans & Friends        | 3        |
| 22  | Atmosphere                                                              | Joy Division                | 4        |
| 23  | Color Dreams                                                            | The Deep                    | 4        |
| 24  | Elegia                                                                  | New Order                   | 5        |
| 25  | Nocturnal me                                                            | Echo & The Bunnymen         | 5        |
| 26  | Green Desert                                                            | Tangerine Dream             | 5        |
| 27  | Sunglasses at night                                                     | Corey Hart                  | 6        |
| 28  | The bargain store                                                       | Dolly Parton                | 6        |
| 29  | Concierto para violín en Mi mayor BWV 1042: primer movimiento (Allegro) | Johann Sebastian Bach       | 6        |
| 30  | Exit                                                                    | Tangerine Dream             | 6        |
| 31  | I see the Future                                                        | Andrew Pinching             | 6        |
| 32  | Happy José                                                              | Kookie Freeman              | 6        |
| 33  | Fields of coral                                                         | Vangelis                    | 7        |
| 34  | When it's cold I like to die                                            | Moby & Mimi Goese           | 8        |
| 35  | Tears in Rain                                                           | Vangelis                    | 8        |
| 36  | Horizon                                                                 | Tangerine Dream             | 8        |
| 37  | Carol of the Bells                                                      | Mormon Tabernacle Choir     | 8        |
| 38  | White Christmas                                                         | Bing Crosby                 | 8        |

| N.º | Canción                                 | Intérprete                                    | Episodio |
| --- | --------------------------------------- | --------------------------------------------- | -------- |
| 1   | Whip it                                 | Devo                                          | 1        |
| 2   | Just another day                        | Oingo Boingo                                  | 1        |
| 3   | Rock You Like a Hurricane               | Scorpions                                     | 1        |
| 4   | Talking in your sleep                   | The Romantics                                 | 1        |
| 5   | Spooky Movies                           | Gary Paxton                                   | 1        |
| 6   | Ghostbusters                            | Ray Parker Jr.                                | 2        |
| 7   | Wango Tango                             | Ted Nugent                                    | 2        |
| 8   | Blackout                                | Swing Set                                     | 2        |
| 9   | Shout at the devil                      | Mötley Crüe                                   | 2        |
| 10  | Islands in the stream                   | Kenny Rogers & Dolly Parton                   | 2        |
| 11  | Girls on Film                           | Duran Duran                                   | 2        |
| 12  | Monster Mash                            | Bobby "Boris" Pickett                         | 2        |
| 13  | Outside the realm                       | Big Giant Circles                             | 2        |
| 14  | Whistle on the river                    | The Mercy Brothers                            | 3        |
| 15  | You don't mess around with Jim          | Jim Croce                                     | 3        |
| 16  | Go!                                     | Tones on Tail                                 | 3        |
| 17  | The ghost in you                        | The Psychedelic Furs                          | 3        |
| 18  | Clean cut American kid                  | Ill Repute                                    | 3        |
| 19  | Cookin'                                 | Al Casey Combo                                | 3        |
| 20  | This is Radio Clash                     | The Clash                                     | 4        |
| 21  | Scarface (Push it to the limit)         | Paul Engemann                                 | 4        |
| 22  | The Growing                             | The Haxan Cloak                               | 4        |
| 23  | Try my love                             | Carroll Lloyd                                 | 5        |
| 24  | You ought to be with me                 | Carl Weathers                                 | 5        |
| 25  | Green, green grass of home              | Bobby Bare                                    | 5        |
| 26  | Can I do what I want                    | Shock Therapy                                 | 5        |
| 27  | Metal Sport                             | Hittman                                       | 5        |
| 28  | When the sun goes down                  | The Jetzons                                   | 5        |
| 29  | Strength in numbers                     | Channel 3                                     | 5        |
| 30  | No more                                 | Billie Holiday                                | 5        |
| 31  | Darling don't leave me                  | Robert Görl                                   | 5        |
| 32  | Hammer to Fall                          | Queen                                         | 6        |
| 33  | Where Django's at                       | Cameron Brooks                                | 6        |
| 34  | There is frost on the moon              | Artie Shaw & His Orchestra                    | 6        |
| 35  | You better go now                       | Billie Holiday                                | 6        |
| 36  | Blue Bayou                              | Roy Orbison                                   | 6        |
| 37  | Round and Round                         | Ratt                                          | 6        |
| 38  | Open the Kingdom (Liquid Days, Part II) | Philip Glass, Douglas Perry & Michael Reisman | 7        |
| 39  | Runaway                                 | Bon Jovi                                      | 7        |
| 40  | Outside the realm                       | Big Giant Circles                             | 7        |
| 41  | Back to nature                          | Fad Gadget                                    | 7        |
| 42  | The bank robbery                        | John Carpenter                                | 7        |
| 43  | Dead end justice                        | The Runaways                                  | 7        |
| 44  | Whisper to a scream (Birds fly)         | The Icicle Works                              | 7        |
| 45  | The love you save may be your own       | Jack Cook                                     | 8        |
| 46  | The Four Horsemen                       | Metallica                                     | 8        |
| 47  | Should I Stay or Should I Go            | The Clash                                     | 8        |
| 48  | The Way We Were                         | Barbra Streisand                              | 9        |
| 49  | I do believe (I fell in love)           | Donna Summer                                  | 9        |
| 50  | I see charcoal (You see scarlet)        | Cameron Brooks                                | 9        |
| 51  | Rare bird                               | Tangerine Dream                               | 9        |
| 52  | Jingle Bells Rock                       | Bobby Helms                                   | 9        |
| 53  | Love Is a Battlefield                   | Pat Benatar                                   | 9        |
| 54  | Twist of fate                           | Olivia Newton-John                            | 9        |
| 55  | Time After Time                         | Cyndi Lauper                                  | 9        |
| 56  | Every Breath You Take                   | The Police                                    | 9        |

| N.º | Canción                                                           | Intérprete                                                     | Episodio |
| --- | ----------------------------------------------------------------- | -------------------------------------------------------------- | -------- |
| 1   | The Red Army Is the Strongest                                     | The Red Army Choir                                             | 1        |
| 2   | Never Surrender                                                   | Corey Hart                                                     | 1        |
| 3   | Starcourt                                                         | Kyle Dixon & Michael Stein                                     | 1        |
| 4   | Day of the Dead (Main Title)                                      | John Harrison                                                  | 1        |
| 5   | Funky Fanfare                                                     | Keith Mansfield                                                | 1        |
| 6   | The Upside Down                                                   | Kyle Dixon & Michael Stein                                     | 1        |
| 7   | Daisy Bell                                                        | Wurlitzer 146 carousel organ                                   | 1        |
| 8   | Captain Pugwash                                                   | Johnny Pearson                                                 | 1        |
| 9   | Open the Door                                                     | Gentlemen Afterdark                                            | 1        |
| 10  | Muscle Klown Kar                                                  | John Massari                                                   | 1        |
| 11  | Escape from the Klown Ship                                        | John Massari                                                   | 1        |
| 12  | Lay-Z-Boy                                                         | Kyle Dixon & Michael Stein                                     | 1        |
| 13  | Kids Two                                                          | Kyle Dixon & Michael Stein                                     | 1        |
| 14  | Coffee & Contemplation                                            | Kyle Dixon & Michael Stein                                     | 1        |
| 15  | Rock this Town                                                    | Stray Cats                                                     | 1        |
| 16  | Moving in Stereo                                                  | The Cars                                                       | 1        |
| 17  | The Touch of You                                                  | Andrea Litkei & Ervin Litkei                                   | 1        |
| 18  | Anthony                                                           | Andrea Litkei & Ervin Litkei                                   | 1        |
| 19  | Workin'for a Livin'                                               | Huey Lewis & The News                                          | 1        |
| 20  | She's Got You                                                     | Patsy Cline                                                    | 1        |
| 21  | Half O'shanty                                                     | Ronald Aspery                                                  | 1        |
| 22  | Hot Blooded                                                       | Foreigner                                                      | 1        |
| 23  | Italian Gigolo                                                    | Vincenzo Salvia                                                | 1        |
| 24  | Can't Fight this Feeling                                          | REO Speedwagon                                                 | 1        |
| 25  | Looking for a Way Out                                             | Kyle Dixon & Michael Stein                                     | 1        |
| 26  | (I Just) Died in Your Arms Tonight                                | Cutting Crew                                                   | 1        |
| 27  | Nothing to Say                                                    | Head on                                                        | 1        |
| 28  | Rats                                                              | Kyle Dixon & Michael Stein                                     | 1        |
| 29  | Eulogy                                                            | Kyle Dixon & Michael Stein                                     | 1        |
| 30  | It's Just Ice                                                     | Kyle Dixon & Michael Stein                                     | 1        |
| 31  | What Else Did You See?                                            | Kyle Dixon & Michael Stein                                     | 1        |
| 32  | Half O'shanty                                                     | Ronald Aspery                                                  | 1        |
| 33  | You don't Mess Around with Jim                                    | Jim Croce                                                      | 2        |
| 34  | Get Up and Go                                                     | The Go-Go's                                                    | 2        |
| 35  | All Hands Forward                                                 | Gerald Crossman                                                | 2        |
| 36  | Shiver Me Timbers                                                 | Paddy Kingslan                                                 | 2        |
| 37  | Alf's Horn Pipe                                                   | Alfred George Edwards                                          | 2        |
| 38  | Gunpoint Affection                                                | Black Market Baby                                              | 2        |
| 39  | Matter of Love                                                    | Altitude Music                                                 | 2        |
| 40  | Ballroom Foxtrot                                                  | John Leighton                                                  | 2        |
| 41  | America the Beautiful                                             | APM Music                                                      | 2        |
| 42  | Too Late for Tears                                                | Andrea Litkei & Ervin Litkei                                   | 2        |
| 43  | My Bologna                                                        | "Weird Al" Yankovic                                            | 2        |
| 44  | Material Girl                                                     | Madonna                                                        | 2        |
| 45  | Cold as Ice                                                       | Foreigner                                                      | 2        |
| 46  | Mirkwood                                                          | Kyle Dixon & Michael Stein                                     | 2        |
| 47  | In the Woods                                                      | Kyle Dixon & Michael Stein                                     | 2        |
| 48  | Happy Screams                                                     | Kyle Dixon & Michael Stein                                     | 2        |
| 49  | Angel                                                             | Madonna                                                        | 3        |
| 50  | Kids Two                                                          | Kyle Dixon & Michael Stein                                     | 3        |
| 51  | Phone To Phone                                                    | Life by Nigth                                                  | 3        |
| 52  | Lovergirl                                                         | Teena Marie                                                    | 3        |
| 53  | The Pod Dance                                                     | Trevor Jones                                                   | 3        |
| 54  | The Electric Knights                                              | Head On                                                        | 3        |
| 55  | It's Just Ice                                                     | Kyle Dixon & Michael Stein                                     | 3        |
| 56  | All your Reasons Why                                              | Smart Remarks                                                  | 3        |
| 57  | Things can Only Get Better                                        | Howard Jones                                                   | 3        |
| 58  | Place In My Heart                                                 | Brian Page                                                     | 3        |
| 59  | Wake Me Up Before You Go-Go                                       | Wham!                                                          | 3        |
| 60  | The Silver Cat Feeds                                              | Kyle Dixon & Michael Stein                                     | 3        |
| 61  | Ruins                                                             | Kyle Dixon & Michael Stein                                     | 3        |
| 62  | Breaking and Entering                                             | Kyle Dixon & Michael Stein                                     | 3        |
| 63  | Is It a Sin                                                       | Al Hazan                                                       | 3        |
| 64  | American Pie                                                      | Don McLean                                                     | 3        |
| 65  | The Girl I Left Behind Me                                         | Brian Peters                                                   | 3        |
| 66  | Happy Screams                                                     | Kyle Dixon & Michael Stein                                     | 3        |
| 67  | Blood Warning                                                     | Kevin Kaska                                                    | 3        |
| 68  | Destroying the Castle                                             | Kyle Dixon & Michael Stein                                     | 3        |
| 69  | Life on the Ocean Waves                                           | Phil Cunningham                                                | 3        |
| 70  | Chicago                                                           | Kyle Dixon & Michael Stein                                     | 3        |
| 71  | Lamps                                                             | Kyle Dixon & Michael Stein                                     | 3        |
| 72  | Danger Danger                                                     | Kyle Dixon & Michael Stein                                     | 3        |
| 73  | Not Kids Anymore                                                  | Kyle Dixon & Michael Stein                                     | 3        |
| 74  | Half O'shanty                                                     | Ronald Aspery                                                  | 4        |
| 75  | The Ceiling Is Beautiful                                          | Kyle Dixon & Michael Stein                                     | 4        |
| 76  | We Don't Understand Each Other                                    | Kyle Dixon & Michael Stein                                     | 4        |
| 77  | Blueprints                                                        | Kyle Dixon & Michael Stein                                     | 4        |
| 78  | Jack Tar's Hornpipe                                                                  | John Leach                                                     | 4        |
| 79  | Leap of Faith                                                     | Kyle Dixon & Michael Stein                                     | 4        |
| 80  | Land Deeds                                                        | Kyle Dixon & Michael Stein                                     | 4        |
| 81  | Theoretically                                                     | Kyle Dixon & Michael Stein                                     | 4        |
| 82  | You're a Fighter                                                  | Kyle Dixon & Michael Stein                                     | 4        |
| 83  | Sauna Test                                                        | Kyle Dixon & Michael Stein                                     | 4        |
| 84  | Not Chinese Food                                                  | Kyle Dixon & Michael Stein                                     | 4        |
| 85  | I Can Save Them                                                   | Kyle Dixon & Michael Stein                                     | 4        |
| 86  | We'll Meet Again                                                  | Vera Lynn                                                      | 4        |
| 87  | Six Facts                                                         | Kyle Dixon & Michael Stein                                     | 4        |
| 88  | Miss Sophisticate                                                 | John Sbarra                                                    | 5        |
| 89  | Strike Zone                                                       | Loverboy                                                       | 5        |
| 90  | Stairway Chase                                                    | Danny Elfman                                                   | 5        |
| 91  | A Certain Kind of Feeling                                         | John Anthony                                                   | 5        |
| 92  | Boogie Man                                                        | Sid Phillips                                                   | 5        |
| 93  | In Our Hideaway                                                   | Andrew Smith                                                   | 5        |
| 94  | Heather's                                                         | Kyle Dixon & Michael Stein                                     | 5        |
| 95  | Boys and Girls                                                    | Kyle Dixon & Michael Stein                                     | 5        |
| 96  | Portal Drill                                                      | Kyle Dixon & Michael Stein                                     | 5        |
| 97  | First Kiss                                                        | Kyle Dixon & Michael Stein                                     | 5        |
| 98  | Stand up And Meet Your Brother                                    | Possum River                                                   | 6        |
| 99  | Robinson's Grand Entry                                            | 1920's Wurlitzer carousel organ                                | 6        |
| 100 | The Wild Ride                                                     | Danny Elfman                                                   | 6        |
| 101 | Package Deal                                                      | Danny Elfman                                                   | 6        |
| 102 | Neutron Dance                                                     | The Pointer Sisters                                            | 6        |
| 103 | Florida Special                                                   | Dick Kolmar                                                    | 6        |
| 104 | Sarah Breaks Down                                                 | John Harrison                                                  | 6        |
| 105 | Stairway Chase                                                    | Danny Elfman                                                   | 6        |
| 106 | Satyagraha: Act II: Confrontation and Rescue                      | Philip Glass, Christopher Keene, New York City Opera Orchestra | 6        |
| 107 | I Need You to Trust Me                                            | Kyle Dixon & Michael Stein                                     | 6        |
| 108 | What Did You Do To Him?                                           | Kyle Dixon & Michael Stein                                     | 6        |
| 109 | The Door Is Opening                                               | Kyle Dixon & Michael Stein                                     | 6        |
| 110 | Find the Source                                                   | Kyle Dixon & Michael Stein                                     | 6        |
| 111 | William                                                           | Kyle Dixon & Michael Stein                                     | 6        |
| 112 | R.O.C.K. In The U.S.A                                             | John Mellencamp                                                | 7        |
| 113 | Semper Fidelis                                                    | Extreme Music                                                  | 7        |
| 114 | Amboss Polka                                                      | Albert Parlow                                                  | 7        |
| 115 | Hands Across the Sea                                              | APM Music                                                      | 7        |
| 116 | Einstein Disintegrated - From “Back To The Future” Original Score | Alan Silvestri                                                 | 7        |
| 117 | Officer of the Day                                                | Wurlitzer Pipe Band                                            | 7        |
| 118 | Doc Returns - From “Back To The Future” Original Score            | Alan Silvestri                                                 | 7        |
| 119 | Wien Bleibt Wien / 'Vienna Forever Vienna'                        | Andrew Pilmer                                                  | 7        |
| 120 | Man on the Flying Trapeze                                         | Wurlitzer Pipe Band                                            | 7        |
| 121 | In the Good Old Summertime                                        | Wurlitzer 146 carousel organ                                   | 7        |
| 122 | Blank Makes You Crazy                                             | Kyle Dixon & Michael Stein                                     | 7        |
| 123 | The First I love You                                              | Kyle Dixon & Michael Stein                                     | 7        |
| 124 | The Trees Are Moving                                              | Kyle Dixon & Michael Stein                                     | 7        |
| 125 | Scoops Troop                                                      | Kyle Dixon & Michael Stein                                     | 7        |
| 126 | Making Contact                                                    | Kyle Dixon & Michael Stein                                     | 7        |
| 127 | Planck's Constant                                                 | Kyle Dixon & Michael Stein                                     | 7        |
| 128 | The Russian Nightingales                                          | The Red Army Choir                                             | 8        |
| 129 | Never Ending Story                                                | Gaten Matarazzo and Gabriella Pizzolo                          | 8        |
| 130 | Earth Song                                                        | Kyle Dixon & Michael Stein                                     | 8        |
| 131 | Dirge                                                             | Survive                                                        | 8        |
| 132 | When You See Me                                                   | Hurricane Express                                              | 8        |
| 133 | I Like Presents Too                                               | Kyle Dixon & Michael Stein                                     | 8        |
| 134 | Deep                                                              | Peter Sandberg                                                 | 8        |
| 135 | Heroes                                                            | Peter Gabriel                                                  | 8        |
| 136 | Higher And Higher (Your Love Keeps Lifting Me)                    | Jackie Wilson                                                  | 8        |
| 137 | Tammy                                                             | Kyle Dixon & Michael Stein                                     | 8        |
| 138 | What Did You Do To Him?                                           | Kyle Dixon & Michael Stein                                     | 8        |
| 139 | Hopper Sneaks In                                                  | Kyle Dixon & Michael Stein                                     | 8        |
| 140 | Seven Feet                                                        | Kyle Dixon & Michael Stein                                     | 8        |
| 141 | Aftermath                                                         | Kyle Dixon & Michael Stein                                     | 8        |
| 142 | The Upside Down                                                   | Kyle Dixon & Michael Stein                                     | 8        |

| N.º | Canción              | Intérprete | Episodio |
| --- | -------------------- | ---------- | -------- |
| 143 | Running Up That Hill | Kate Bush  |          |

### Escenarios

#### Videojuegos arcade
En la segunda temporada hay un nuevo escenario, el Arcade Palace, un salón recreativo donde se pueden ver algunas de las siguientes máquinas de videojuegosː
- Galaga, Galaxian y Asteroids. Otros tres juegos clásicos con temática espacial, de marcianos y naves, habituales en los salones de máquinas de los años 80. El Galaxian y Asteroids tienen su origen en 1979 siendo la base de futuras versiones o secuelas como el Galaga.
- Centipede. Es un videojuego clásico con temática espacial de 1980. Dustin se jacta de ser el mejor jugándolo.
- Pac-Man y Ms Pac-Man. Estos dos videojuegos clásicos no podían faltar en los decorados del salón de máquinas de Hawkins teniendo una arcade de cada uno.
- Dig Dug. Este es el videojuego donde Madmax desplaza a Dustin en la lista de ganadores y pone nombre al quinto episodio de la temporada. Es un videojuego de 1982 similar a Pac-Man. El personaje principal debe ir cavando túneles e inflando bombas de aire para matar a sus enemigos. En el juego original los ganadores no podían identificarse con más de tres letras en la lista de mejores puntuaciones, pero en la serie se puede ver el nombre completo de MadMax.[103]
- Dragon’s Lair. Dragon's Lair fue creado en 1983 por el diseñador y cineasta Don Bluth y su éxito fue gracias a su estética de película interactiva de dibujos animados. Esta estética rompe con la imagen de pantallas pixeladas que tenían el resto de los videojuegos de la época.

### Tipografía
El texto utilizado en los créditos iniciales recuerda a las novelas de Stephen King y a las novelas de «Escoge tu propia aventura». La tipografía utilizada es ITC Benguiat, creada por el diseñador gráfico Ed Benguiat. Se creó un sitio web para crear títulos personalizados en línea.

### Las temáticas de género
Luego de su segunda temporada, público y críticos hicieron notar la presencia de modelos poco comunes en cuanto a los personajes masculinos se refiere, en especial el de Steve Harrington.
El desarrollo del personaje de Jim Hopper como figura paterna también generó discusión y en general se vio este nuevo rol como algo positivo. Sin embargo, con el lanzamiento de la tercera temporada en julio de 2019, las opiniones cambiaron debido a que el personaje dio un giro hacia lo que se considera "masculinidad tóxica". Los rasgos de la relación que muestra con Eleven y, sobre todo, con Joyce, serían los causantes de considerar el cambio en el personaje como algo negativo. Se trata ahora de un hombre celoso con su hija adoptiva y con Joyce, que bebe en exceso y tiene momentos de gran violencia que la serie normaliza.
En lo que respecta a la representación femenina, durante las dos primeras temporadas la crítica se centró en la baja cantidad de ésta. A pesar de la presencia de personajes que se alejan del estereotipo de la mujer frágil, como en el caso de Joyce Byers o Eleven, la serie mantenía las historias de las mujeres apartadas, sin interacción entre ellas, práctica común en las producciones audiovisuales estadounidenses. La temporada tres cambió esta situación y recibió comentarios positivos gracias a la incorporación de nuevos personajes, como Robin, el mayor peso que obtuvo el personaje de Erica, la amistad que surgió entre Max y Eleven, y la lucha de Nancy contra el sexismo que experimenta en la sala de redacción del periódico donde hace prácticas profesionales.

## Otros medios

### Beyond Stranger Things
Con el lanzamiento de la segunda temporada de la serie, Netflix también lanzó Beyond Stranger Things, un evento posterior presentado por Jim Rash. Los invitados de la presentación posterior están compuestos por el elenco y el equipo de la serie, incluidos los Hermanos Duffer y las estrellas de la serie, para hablar sobre el desarrollo y la producción detrás de escena de la serie y su mitología más amplia. A diferencia de exhibiciones anteriores creadas por Embassy Row, como Talking Dead y Talking Bad, Beyond Stranger Things está destinado a ser visto después de una proyección de toda la temporada actual.
| N.º | Título             | Invitados                                                                         | Video invitados                          | Lanzamiento           |
| --- | ------------------ | --------------------------------------------------------------------------------- | ---------------------------------------- | --------------------- |
| 1   | "Mind Blown"       | Shawn Levy, los hermanos Duffer, Finn Wolfhard, y Millie Bobby Brown              | David Harbour                            | 27 de octubre de 2017 |
| 2   | "Mad for Max"      | Shawn Levy, los hermanos Duffer, Caleb McLaughlin, Gaten Matarazzo, y Sadie Sink  | -                                        | 27 de octubre de 2017 |
| 3   | "Unlikely Allies"  | Shawn Levy, los hermanos Duffer, Gaten Matarazzo, y Joe Keery                     | -                                        | 27 de octubre de 2017 |
| 4   | "Truth in Hawkins" | Joe Keery, Natalia Dyer, Charlie Heaton, y Brett Gelman                           | David Harbour y Shannon Purser           | 27 de octubre de 2017 |
| 5   | "The AV Club"      | Caleb McLaughlin, Gaten Matarazzo, Noah Schnapp, Randy Havens, y Bill Nye         | Sean Astin                               | 27 de octubre de 2017 |
| 6   | "The New Class"    | Sadie Sink, Brett Gelman, Dacre Montgomery, y Linnea Berthelsen                   | Sean Astin y Paul Reiser                 | 27 de octubre de 2017 |
| 7   | "Closing the Gate" | Shawn Levy, los hermanos Duffer, Millie Bobby Brown, Noah Schnapp, y Natalia Dyer | David Harbour, Sean Astin, y Eddie Tsang | 27 de octubre de 2017 |

### Publicaciones
Penguin Random House se asoció con Netflix para lanzar una serie de libros relacionados con Stranger Things, comenzando a finales de 2018. Esto incluye un libro complementario de la serie, Stranger Things: World Turned Upside Down: The Official Behind-The-Scenes Companion, un infantil libro que ofrece "consejos, sabiduría y advertencias" de Stranger Things, y una novela de precuela escrita por Gwenda Bond centrada en la madre de Eleven. Se espera que sigan libros adicionales para adultos y lectores jóvenes.

#### Novelas
La novela Suspicious Minds de Gwenda Bond tiene lugar antes de la primera temporada y se centra en la madre de Eleven, Terry Ives, y sus experiencias con el Dr. Brenner en el laboratorio Hawkins en 1969.  La novela se publicó el 5 de febrero de 2019 y pronto se publicó. seguido de Darkness on the Edge of Town del autor neozelandés Adam Christopher el 28 de mayo de 2019.Runaway Max, una novela para adultos jóvenes de Brenna Yovanoff, se lanzó el 4 de junio de 2019 y exploró los primeros años de vida de Max Mayfield en San Diego antes de mudarse a Hawkins en 1984, además de ofrecer un recuento de los eventos de la segunda. temporada desde su perspectiva.
Rebel Robin, una novela para adultos jóvenes de AR Capetta, se lanzó el 29 de junio de 2021 y detalla la lucha de Robin Buckley  por aceptar su identidad antes de los eventos de la temporada 3. Hawkins Horrors de Matthew J. Gilbert, una colección de historias cortas de miedo contadas desde la perspectiva del Partido, fue dado a conocer el 3 de mayo de 2022; y Lucas on the Line de Suyi Davies Okungbowa, una novela ambientada después de los eventos de la tercera temporada desde la perspectiva de Lucas, se lanzó el 26 de julio de 2022. Flight of Icarus, una novela sobre la historia de fondo de Eddie Munson, escrito por la escritora de la serie Caitlin Schneiderhan, se lanzó el 31 de octubre de 2023.

#### Comics
Dark Horse Comics anunció una asociación con Netflix para "una línea de publicación de varios años" de historias ambientadas en el mundo de Stranger Things. El primer título sería una miniserie de cuatro temas escrita por Jodie Houser y arte por Stefani Martino. La historia se ubicaría entre los eventos de la primera temporada, mostrando la perspectiva de Will a lo largo de su tiempo en Upside Down. El primer número de la miniserie se publicó el 26 de septiembre.
El 4 de mayo de 2019, Dark Horse Comics publicó un cómic especial de Stranger Things como parte del evento Free Comic Book Day (FCBD). El cómic Dark Horse FCBD 2019 General contenía una historia de Stranger Things titulada The Game Master ambientada unos días después de los acontecimientos de la primera temporada. Fue escrito por Jody Houser e ilustrado por Ibrahim Moustafa.
El segundo título de Stranger Things es otra miniserie de cuatro partes, escrita nuevamente por Jody Houser con arte interior de Edgar Salazar, titulada Stranger Things: Six. El cómic se centra en uno de los experimentos que preceden a Eleven: una niña llamada Francine, que posee poderes de precognición. El primer número salió a la venta el 29 de mayo de 2019.

### Obra de teatro
En julio de 2022, se reveló que se estaba preparando una obra de teatro derivada y una serie derivada. La obra de teatro fue producida por Sonia Friedman y Stephen Daldry. El 1 de marzo de 2023, se anunció como Stranger Things: The First Shadow. La primera función de Stranger Things: The First Shadow fue el 17 de noviembre de 2023.

### Spin-off
En julio de 2022, se reveló que se estaba preparando una serie derivada. 
En diciembre de 2022, se reveló la producción de un spin-off de la serie en anime titulado Stranger Things: Tokyo. Sin embargo, la existencia de esta supuesta serie no ha sido reconocida oficialmente por Netflix ni por los hermanos Duffer. 
En abril de 2023, Netflix anunció un pedido directo de una serie animada ambientada en el universo de Stranger Things. La animación de la serie está a cargo de Flying Bark Productions con Eric Robles, los hermanos Duffer, Shawn Levy y Dan Cohen como productores ejecutivos del programa. No está claro si se trata de la rumoreada serie de anime Stranger Things: Tokyo o de una serie animada completamente diferente.

## Acciones judiciales
En abril de 2018, el cineasta Charlie Kessler entabló una demanda contra los hermanos Duffer, alegando que le habían robado su idea de su cortometraje Montauk para Stranger Things. Montauk de Kessler presentó una premisa similar de un niño desaparecido, una base militar cercana haciendo experimentos de otro mundo, y un monstruo de otra dimensión. Kessler dirigió la película y la debutó en el Festival Internacional de Cine de Hamptons de 2012. Durante el Festival de Cine de Tribeca de 2014, lanzó su película a los hermanos Duffer y más tarde les dio "el guión, las ideas, la historia y la película" para una idea de película más grande que él llamó el Proyecto Montauk para su revisión. Kessler afirmó que los Duffer utilizaron sus ideas para instalar la premisa de Stranger Things sin una compensación adecuada y buscan daños monetarios. El abogado de los Duffer declaró que ellos nunca vieron la película de Kessler ni hablaron con él sobre el tema, y que Kessler no tuvo ningún aporte en sus conceptos para Stranger Things.
Los periodistas han notado que la idea de eventos sobrenaturales en torno a Montauk se originó debido a la leyenda urbana del Proyecto Montauk, que salió a la luz a partir del libro de 1992 The Montauk Project: Experiments in Time.

## Premios y nominaciones

### Primera temporada
| Organización                                      | Categoría                                                      | Nominado/a (s)                                                                                            | Resultado | Ref(s)          |
| ------------------------------------------------- | -------------------------------------------------------------- | --- | --------- | --------------- |
| Premios Grammy                                    | Mejor álbum de banda sonora para medio visual                  | Stranger Things Volume 1                                                                                  | Nominado  | [ 135 ]         |
| Premios Grammy                                    | Mejor álbum de banda sonora para medio visual                  | Stranger Things Volume 2                                                                                  | Nominado  | [ 135 ]         |
| Premios Globo de Oro                              | Mejor serie – drama                                            | Stranger Things                                                                                           | Nominada  | [ 136 ]         |
| Premios Globo de Oro                              | Mejor actriz de serie de televisión – drama                    | Winona Ryder                                                                                              | Nominada  | [ 136 ]         |
| Premios de la Crítica Televisiva                  | Mejor serie de drama                                           | Stranger Things                                                                                           | Nominada  | [ 137 ]         |
| Premios de la Crítica Televisiva                  | Serie más bingeworthy                                          | Stranger Things                                                                                           | Nominada  | [ 137 ]         |
| Premio Satellite                                  | Mejor serie de televisión – genre                              | Stranger Things                                                                                           | Nominada  | [ 138 ]         |
| Premio Satellite                                  | Mejor actriz de serie de televisión – drama                    | Winona Ryder                                                                                              | Nominada  | [ 138 ]         |
| Premios del Sindicato de Actores                  | Mejor actriz de televisión – drama                             | Millie Bobby Brown                                                                                        | Nominada  | [ 139 ]         |
| Premios del Sindicato de Actores                  | Mejor actriz de televisión – drama                             | Winona Ryder                                                                                              | Nominada  | [ 139 ]         |
| Premios del Sindicato de Actores                  | Mejor reparto de televisión – drama                            | Reparto de la temporada 1                                                                                 | Ganador   | [ 139 ]         |
| American Film Institute                           | Mejores 10 programas de TV del año                             | Stranger Things                                                                                           | Ganadora  | [ 140 ]         |
| Premios Hollywood Music in Media                  | Mejor secuencia de apertura – TV/Digital                       | Kyle Dixon and Michael Stein                                                                              | Nominado  | [ 141 ] [ 142 ] |
| Premios Hollywood Music in Media                  | Mejor banda sonora – serie de TV/miniserie                     | Kyle Dixon and Michael Stein                                                                              | Nominado  | [ 141 ] [ 142 ] |
| Premios Hollywood Music in Media                  | Mejor supervisión musical – televisión                         | Nora Felder                                                                                               | Ganadora  | [ 141 ] [ 142 ] |
| Premios WGA                                       | Televisión: serie de drama                                     | Paul Dichter, Justin Doble, The Duffer Brothers Jessica Mecklenburg, Jessie Nickson-López, Alison Tatlock | Nominado  | [ 143 ]         |
| Premios WGA                                       | Televisión: serie nueva                                        | Paul Dichter, Justin Doble, The Duffer Brothers Jessica Mecklenburg, Jessie Nickson-López, Alison Tatlock | Nominada  | [ 143 ]         |
| Premios del Sindicato de Directores               | Mejor dirección de televisión - Drama                          | Hermanos Duffer                                                                                           | Nominado  | [ 144 ]         |
| Premios del Sindicato de Productores              | Mejor productor de un episodio drama                           | Hermanos Duffer, Shawn Levy, Dan Cohen, Iain Paterson                                                     | Ganador   | [ 145 ]         |
| Premios del Sindicato de Directores Artísticos    | Excelencia en diseño de producción para un periodo de una hora | Chris Trujillo                                                                                            | Nominado  | [ 146 ]         |
| Premios de los Editores de Cine de Estados Unidos | Mejor serie editada de una hora sin comerciales                | Dean Zimmerman                                                                                            | Nominado  | [ 147 ]         |
| Premios de los Editores de Cine de Estados Unidos | Mejor serie editada de una hora sin comerciales                | Kevin D. Ross                                                                                             | Nominado  | [ 147 ]         |
| Premios People's Choice                           | Serie favorita de si-fi/fantasía                               | Stranger Things                                                                                           | Nominada  | [ 148 ]         |
| Premios People's Choice                           | Serie de TV favorita                                           | Stranger Things                                                                                           | Nominada  | [ 148 ]         |
| Premios People's Choice                           | Premios Primetime Emmy                                         | Millie Bobby Brown                                                                                        | Nominada  | [ 148 ]         |
| Premios IGN                                       | Mejor serie de TV                                              | Stranger Things                                                                                           | Nominada  | [ 149 ]         |
| Premios IGN                                       | Mejor serie nueva                                              | Stranger Things                                                                                           | Nominada  | [ 149 ]         |
| Premios IGN                                       | Elección del público: Mejor serie nueva                        | Stranger Things                                                                                           | Ganadora  | [ 149 ]         |
| Premios IGN                                       | Mejor serie exclusiva de streaming                             | Stranger Things                                                                                           | Ganadora  | [ 149 ]         |
| Movie & TV Awards                                 | Serie Del Año                                                  | Stranger Things                                                                                           | Ganadora  |                 |
| Movie & TV Awards                                 | Mejor Villano                                                  | "Demogorgon"                                                                                              | Nominada  |                 |
| Movie & TV Awards                                 | Mejor Actor en un TV show                                      | Millie Bobby Brown                                                                                        | Ganadora  |                 |
| Movie & TV Awards                                 | Mejor Héroe                                                    | Millie Bobby Brown                                                                                        | Nominada  |                 |

### Segunda temporada
| Organización                                      | Categoría                                                      | Nominado/a (s) | Resultado | ref(s)          |
| ------------------------------------------------- | -------------------------------------------------------------- | --- | --------- | --------------- |
| Screen Actors Guild Awards                        | Mejor actor de televisión-drama                                | David Harbour | Nominado  | [ 150 ]         |
| Screen Actors Guild Awards                        | Mejor actriz de televisión-drama                               | Millie Bobby Brown | Nominada  | [ 150 ]         |
| Screen Actors Guild Awards                        | Mejor reparto de especialistas de televisión                   | Stranger Things | Nominada  | [ 150 ]         |
| Premios Del Sindicato De Directores               | Mejor dirección de serie-drama                                 | Hermanos Duffer | Nominado  | [ 151 ]         |
| Premios Del Sindicato de Productores              | Mejor serie de TV-drama                                        | Hermanos Duffer | Nominado  | [ 152 ]         |
| Premios Globos de Oro                             | Mejor serie-drama                                              | Stranger Things | Nominada  | [ 153 ]         |
| Empire Awards                                     | Mejor serie                                                    | Stranger Things | Nominada  | [ 154 ]         |
| Empire Awards                                     | Mejor actriz de TV                                             | Millie Bobby Brown | Nominada  | [ 154 ]         |
| Premios de la Crítica Televisiva                  | Mejor actor de reparto en serie de drama                       | David Harbour | Ganador   | [ 155 ]         |
| Premios de Los Editores de Cine de Estados Unidos | Mejor edición de una serie de drama en televisión de paga      | Kevin D. Ross | Nominado  | [ 156 ]         |
| Kids Choice Awards                                | Actriz de TV favorita                                          | Millie Bobby Brown | Ganadora  | [ 157 ]         |
| Kids Choice Awards                                | Show de TV favorito                                            | Stranger Things | Ganadora  | [ 157 ]         |
| Premios Saturn                                    | Mejor actriz joven en una serie de televisión                  | Millie Bobby Brown | Nominada  | [ 158 ]         |
| MTV Movie&TV Awards                               | Mejor beso                                                     | Millie Bobby Brown/ Finn Wolfhard | Nominado  | [ 159 ]         |
| MTV Movie&TV Awards                               | Mejor dúo en pantalla                                          | Stranger Things | Nominada  | [ 159 ]         |
| MTV Movie&TV Awards                               | Mejor momento musical                                          | Stranger Things | Ganadora  | [ 159 ]         |
| MTV Movie&TV Awards                               | Mejor actuación asustada                                       | Noah Schnapp | Ganador   | [ 159 ]         |
| MTV Movie&TV Awards                               | Mejor actor en un show                                         | Millie Bobby Brown | Ganadora  | [ 159 ]         |
| MTV Movie&TV Awards                               | Mejor roba escenas                                             | Dacre Montgomery | Nominado  | [ 159 ]         |
| MTV Movie&TV Awards                               | Show del año                                                   | Stranger Things | Ganadora  | [ 159 ]         |
| Kids Choice Awards México                         | Show internacional favorito                                    | Stranger Things | Nominada  | [ 160 ]         |
| Kids Choice Awards México                         | Pareja favorita                                                | Once y Mike (interpretados por Brown y Wolfhard)                                                                                            | Nominado  | [ 160 ]         |
| Teen Choice Awards                                | Programa de televisión: Ciencia Ficción                        | Stranger Things | Nominada  | [ 161 ] [ 162 ] |
| Teen Choice Awards                                | Actor de programa de televisión: Ciencia Ficción               | Finn Wolfhard | Nominado  | [ 161 ] [ 162 ] |
| Teen Choice Awards                                | Actor de programa de televisión: Ciencia Ficción               | Gaten Matarazzo | Nominado  | [ 161 ] [ 162 ] |
| Teen Choice Awards                                | Actriz de programa de televisión: Ciencia Ficción              | Millie Bobby Brown | Ganadora  | [ 161 ] [ 162 ] |
| Teen Choice Awards                                | Mejor beso                                                     | Millie Bobby Brown/ Finn Wolfhard | Nominado  | [ 161 ] [ 162 ] |
| Teen Choice Awards                                | Mejor rabieta                                                  | Joe Keery | Nominado  | [ 161 ] [ 162 ] |
| Teen Choice Awards                                | Mejor pareja de TV                                             | Millie Bobby Brown/ Finn Wolfhard | Nominado  | [ 161 ] [ 162 ] |
| Teen Choice Awards                                | Mejor villano de TV                                            | Mind Flayer | Nominado  | [ 161 ] [ 162 ] |
| Teen Choice Awards                                | Mejor roba-cámaras                                             | Charlie Heaton | Nominado  | [ 161 ] [ 162 ] |
| Primetime Emmy Awards                             | Mejor serie de drama                                           | Stranger Things | Nominado  | [ 163 ]         |
| Primetime Emmy Awards                             | Mejor actor de reparto en una serie de drama                   | David Harbour | Nominado  | [ 163 ]         |
| Primetime Emmy Awards                             | Mejor actriz de reparto en una serie de drama                  | Millie Bobby Brown | Nominada  | [ 163 ]         |
| Primetime Emmy Awards                             | Mejor guion en una serie de drama                              | Hermanos Duffer | Nominado  | [ 163 ]         |
| Primetime Creative Arts Emmy Awards               | Mejor fotografía para una serie de una sola cámara de una hora | Tim Ives | Nominado  | [ 164 ] [ 165 ] |
| Primetime Creative Arts Emmy Awards               | Mejor edición de sonido para una serie                         | Bradley North, Craig Henighan, Tiffany S. Griffith, Jordan B. Wilby, David Werntz, Antony Zeller, David Klotz, Zane Bruce, y Lindsay Pepper | Ganador   | [ 164 ] [ 165 ] |
| Primetime Creative Arts Emmy Awards               | Mejor supervisión musical                                      | Nora Felder | Nominada  | [ 164 ] [ 165 ] |
| Primetime Creative Arts Emmy Awards               | Mejor mezcla de sonido para una serie de comedia o drama       | Joe Barnett, Adam Jenkins, Michael P. Clark, y Bill Higley                                                                                  | Nominado  | [ 164 ] [ 165 ] |
| Primetime Creative Arts Emmy Awards               | Mejores efectos visuales                                       | Paul Graff, Christina Graff, Michael Maher, Fred Raimondi, Seth Hill, Joel Sevilla, Alex Young, Steven Michael Dinozzi, y Caius Man         | Nominado  | [ 164 ] [ 165 ] |
| Primetime Creative Arts Emmy Awards               | Mejor casting para una serie de drama                          | Carmen Cuba, Tara Feldstein, y Chase Paris                                                                                                  | Nominado  | [ 164 ] [ 165 ] |
| Primetime Creative Arts Emmy Awards               | Mejor edición de una sola cámara para una serie de drama       | Kevin D. Ross | Nominado  | [ 164 ] [ 165 ] |
| Gold Derby TV Awards                              | Mejor serie dramática                                          | Stranger Things | Nominada  | [ 166 ]         |
| Gold Derby TV Awards                              | Mejor episodio de drama del año                                | Stranger Things | Nominado  | [ 166 ]         |
| Gold Derby TV Awards                              | Mejor actor de reparto en una serie de drama                   | David Harbour | Ganador   | [ 166 ]         |
| Gold Derby TV Awards                              | Mejor actor de reparto en una serie de drama                   | Noah Schnapp | Nominado  | [ 166 ]         |
| Gold Derby TV Awards                              | Mejor actriz de reparto en una serie de drama                  | Millie Bobby Brown | Nominada  | [ 166 ]         |
| Gold Derby TV Awards                              | Mejor actor revelación                                         | Noah Schnapp | Nominado  | [ 166 ]         |
| Kids Choice Awards Argentina                      | Mejor serie internacional                                      | Stranger Things | Ganadora  | [ 167 ]         |
| Kids Choice Awards Argentina                      | Mejor pareja                                                   | Once y Mike (interpretados por Brown y Wolfhard)                                                                                            | Nominados | [ 167 ]         |

### Tercera temporada
| Organización               | Categoría                                                    | Nominado/a (s)     | Resultado | ref(s)  |
| -------------------------- | ------------------------------------------------------------ | ------------------ | --------- | ------- |
| Premios Saturn             | Mejor serie de terror y suspenso en plataforma de streaming  | Stranger Things    | Ganadora  | [ 168 ] |
| Premios Saturn             | Mejor Actriz de Reparto de serie en plataforma de streaming  | Maya Hawke         | Ganadora  | [ 168 ] |
| Premios People's Choice    | Mejor Programa de 2019                                       | Stranger Things    | Ganadora  | [ 169 ] |
| Premios People's Choice    | Mejor Programa de Drama de 2019                              | Stranger Things    | Ganadora  | [ 169 ] |
| Premios People's Choice    | Estrella Masculina de Televisión de 2019                     | Finn Wolfhard      | Nominado  | [ 169 ] |
| Premios People's Choice    | Estrella Femenina de Televisión de 2019                      | Millie Bobby Brown | Ganadora  | [ 169 ] |
| Premios People's Choice    | Estrella de Drama de la Televisión de 2019                   | Millie Bobby Brown | Nominada  | [ 169 ] |
| Premios People's Choice    | Programa Digno de Maratones de 2019                          | Stranger Things    | Nominada  | [ 169 ] |
| Premios People's Choice    | Programa de ciencia ficción/ fantasía de 2019                | Stranger Things    | Nominada  | [ 169 ] |
| Screen Actors Guild Awards | Mejor actor en serie dramática                               | David Harbour      | Nominado  | [ 170 ] |
| Screen Actors Guild Awards | Mejor elenco de serie dramática                              | Stranger Things    | Nominado  | [ 170 ] |
| Screen Actors Guild Awards | Mejor actuación de un elenco en serie de comedia o dramática | Stranger Things    | Nominado  | [ 170 ] |

### Cuarta temporada
| Premio                                         | Categoría                                                                                     | Nominado(s) | Resultado | Ref. |
| ---------------------------------------------- | --------------------------------------------------------------------------------------------- | --- | --------- | ---- |
| Hollywood Critics Association TV Awards        | Mejor serie en streaming, Drama                                                               | rowspan="" style="background-color: var(--background-color-error-subtle, #fee7e6); color:inherit;; text-align:center; vertical-align:middle;" \| Nominado | [ 171 ]   |      |
| Hollywood Critics Association TV Awards        | Mejor actriz en serie de streaming, Drama                                                     | rowspan="" style="background-color: var(--background-color-error-subtle, #fee7e6); color:inherit;; text-align:center; vertical-align:middle;" \| Nominado | [ 171 ]   |      |
| Hollywood Critics Association TV Awards        | Mejor actor de reparto en serie de streaming, Drama                                           | rowspan="" style="background-color: var(--background-color-error-subtle, #fee7e6); color:inherit;; text-align:center; vertical-align:middle;" \| Nominado | [ 171 ]   |      |
| Hollywood Critics Association TV Awards        | Mejor actriz en serie de streaming, Drama                                                     | rowspan="" style="background-color: var(--background-color-error-subtle, #fee7e6); color:inherit;; text-align:center; vertical-align:middle;" \| Nominado | [ 171 ]   |      |
| Hollywood Critics Association TV Awards        | Mejor actriz en serie de streaming, Drama                                                     | rowspan="" style="background-color: var(--background-color-error-subtle, #fee7e6); color:inherit;; text-align:center; vertical-align:middle;" \| Nominado | [ 171 ]   |      |
| Hollywood Critics Association TV Awards        | Mejor actriz en serie de streaming, Drama                                                     | rowspan="" style="background-color:var(--background-color-success-subtle, #d5fdf4); color:inherit;; text-align:center; vertical-align:middle;" \| Ganador | [ 171 ]   |      |
| Hollywood Critics Association TV Awards        | Mejor dirección en serie de streaming, Drama                                                  | rowspan="" style="background-color: var(--background-color-error-subtle, #fee7e6); color:inherit;; text-align:center; vertical-align:middle;" \| Nominado | [ 171 ]   |      |
| Hollywood Critics Association TV Awards        | Mejor dirección en serie de streaming, Drama                                                  | rowspan="" style="background-color: var(--background-color-error-subtle, #fee7e6); color:inherit;; text-align:center; vertical-align:middle;" \| Nominado | [ 171 ]   |      |
| Hollywood Critics Association TV Awards        | Mejor guion en serie de streaming, Drama                                                      | rowspan="" style="background-color: var(--background-color-error-subtle, #fee7e6); color:inherit;; text-align:center; vertical-align:middle;" \| Nominado | [ 171 ]   |      |
| Location Managers Guild Awards                 | Localizaciones destacadas de la televisión de época                                           | rowspan="" style="background-color:var(--background-color-success-subtle, #d5fdf4); color:inherit;; text-align:center; vertical-align:middle;" \| Ganador | [ 172 ]   |      |
| Primetime Emmy Awards                          | Mejor serie dramática                                                                         | rowspan="" style="background-color: var(--background-color-error-subtle, #fee7e6); color:inherit;; text-align:center; vertical-align:middle;" \| Nominado | [ 173 ]   |      |
| Primetime Creative Arts Emmy Awards            | Mejor casting para una serie dramática                                                        | rowspan="" style="background-color: var(--background-color-error-subtle, #fee7e6); color:inherit;; text-align:center; vertical-align:middle;" \| Nominado | [ 173 ]   |      |
| Primetime Creative Arts Emmy Awards            | Supervisión musical excepcional                                                               | rowspan="" style="background-color:var(--background-color-success-subtle, #d5fdf4); color:inherit;; text-align:center; vertical-align:middle;" \| Ganador | [ 173 ]   |      |
| Primetime Creative Arts Emmy Awards            | Peinado de época o personaje excepcional                                                      | rowspan="" style="background-color: var(--background-color-error-subtle, #fee7e6); color:inherit;; text-align:center; vertical-align:middle;" \| Nominado | [ 173 ]   |      |
| Primetime Creative Arts Emmy Awards            | Maquillaje de período o carácter excepcional (no protésico)                                   | rowspan="" style="background-color: var(--background-color-error-subtle, #fee7e6); color:inherit;; text-align:center; vertical-align:middle;" \| Nominado | [ 173 ]   |      |
| Primetime Creative Arts Emmy Awards            | Diseño de producción excepcional para un programa de período narrativo (una hora o más)       | rowspan="" style="background-color: var(--background-color-error-subtle, #fee7e6); color:inherit;; text-align:center; vertical-align:middle;" \| Nominado | [ 173 ]   |      |
| Primetime Creative Arts Emmy Awards            | Maquillaje protésico excepcional                                                              | rowspan="" style="background-color:var(--background-color-success-subtle, #d5fdf4); color:inherit;; text-align:center; vertical-align:middle;" \| Ganador | [ 173 ]   |      |
| Primetime Creative Arts Emmy Awards            | Mejor edición de imágenes con una sola cámara para una serie dramática                        | rowspan="" style="background-color: var(--background-color-error-subtle, #fee7e6); color:inherit;; text-align:center; vertical-align:middle;" \| Nominado | [ 173 ]   |      |
| Primetime Creative Arts Emmy Awards            | Mejor mezcla de sonido para una serie de comedia o drama (una hora)                           | rowspan="" style="background-color:var(--background-color-success-subtle, #d5fdf4); color:inherit;; text-align:center; vertical-align:middle;" \| Ganador | [ 173 ]   |      |
| Primetime Creative Arts Emmy Awards            | Mejor Edición de Sonido para Serie de Comedia o Drama (Una Hora)                              | rowspan="" style="background-color:var(--background-color-success-subtle, #d5fdf4); color:inherit;; text-align:center; vertical-align:middle;" \| Ganador | [ 173 ]   |      |
| Primetime Creative Arts Emmy Awards            | Mejores efectos visuales especiales en una temporada o película                               | rowspan="" style="background-color: var(--background-color-error-subtle, #fee7e6); color:inherit;; text-align:center; vertical-align:middle;" \| Nominado | [ 173 ]   |      |
| Primetime Creative Arts Emmy Awards            | Excelencia en coordinación de especialistas para una serie dramática, miniserie o película    | rowspan="" style="background-color:var(--background-color-success-subtle, #d5fdf4); color:inherit;; text-align:center; vertical-align:middle;" \| Ganador | [ 173 ]   |      |
| Primetime Creative Arts Emmy Awards            | Excelencia en rendimiento de acrobacias                                                       | rowspan="" style="background-color: var(--background-color-error-subtle, #fee7e6); color:inherit;; text-align:center; vertical-align:middle;" \| Nominado | [ 173 ]   |      |
| Set Decorators Society of America Awards       | Mejor logro en decoración/diseño de una serie de fantasía o ciencia ficción de una hora       | rowspan="" style="background-color:var(--background-color-success-subtle, #d5fdf4); color:inherit;; text-align:center; vertical-align:middle;" \| Ganador | [ 174 ]   |      |
| Premios Saturn                                 | Mejor serie en streaming de Horror/Thriller                                                   | rowspan="" style="background-color:var(--background-color-success-subtle, #d5fdf4); color:inherit;; text-align:center; vertical-align:middle;" \| Ganador | [ 175 ]   |      |
| Premios Saturn                                 | Mejor actriz en serie de streaming                                                            | rowspan="" style="background-color: var(--background-color-error-subtle, #fee7e6); color:inherit;; text-align:center; vertical-align:middle;" \| Nominado | [ 175 ]   |      |
| Premios Saturn                                 | Actor de reparto en serie de streaming                                                        | rowspan="" style="background-color: var(--background-color-error-subtle, #fee7e6); color:inherit;; text-align:center; vertical-align:middle;" \| Nominado | [ 175 ]   |      |
| Premios Saturn                                 | Actuación de actor joven (Streaming)                                                          | rowspan="" style="background-color: var(--background-color-error-subtle, #fee7e6); color:inherit;; text-align:center; vertical-align:middle;" \| Nominado | [ 175 ]   |      |
| Premios Saturn                                 | Actuación de actor joven (Streaming)                                                          | rowspan="" style="background-color: var(--background-color-error-subtle, #fee7e6); color:inherit;; text-align:center; vertical-align:middle;" \| Nominado | [ 175 ]   |      |
| Premios Saturn                                 | Actuación invitada en una serie en streaming                                                  | rowspan="" style="background-color: var(--background-color-error-subtle, #fee7e6); color:inherit;; text-align:center; vertical-align:middle;" \| Nominado | [ 175 ]   |      |
| Art Directors Guild Awards                     | Excelencia en diseño de producción para una serie de fantasía de una hora con una sola cámara | rowspan="" style="background-color: var(--background-color-error-subtle, #fee7e6); color:inherit;; text-align:center; vertical-align:middle;" \| Nominado | [ 176 ]   |      |
| Critics' Choice Super Awards                   | Mejor serie de Ciencia ficción / fantasía                                                     | rowspan="" style="background-color:var(--background-color-success-subtle, #d5fdf4); color:inherit;; text-align:center; vertical-align:middle;" \| Ganador | [ 177 ]   |      |
| Critics' Choice Super Awards                   | Mejor villano en serie                                                                        | rowspan="" style="background-color: var(--background-color-error-subtle, #fee7e6); color:inherit;; text-align:center; vertical-align:middle;" \| Nominado | [ 177 ]   |      |
| Golden Reel Awards                             | Logro destacado en edición de sonido: transmisión de diálogos de formato largo y ADR          | rowspan="" style="background-color: var(--background-color-error-subtle, #fee7e6); color:inherit;; text-align:center; vertical-align:middle;" \| Nominado | [ 178 ]   |      |
| Golden Reel Awards                             | Logro destacado en edición de sonido: transmisión de efectos de formato largo y foley         | rowspan="" style="background-color:var(--background-color-success-subtle, #d5fdf4); color:inherit;; text-align:center; vertical-align:middle;" \| Ganador | [ 178 ]   |      |
| Golden Reel Awards                             | Logro destacado en edición musical: transmisión en formato largo                              | rowspan="" style="background-color:var(--background-color-success-subtle, #d5fdf4); color:inherit;; text-align:center; vertical-align:middle;" \| Ganador | [ 178 ]   |      |
| Make-Up Artists and Hair Stylists Guild Awards | Mejor maquillaje de época o personaje                                                         | rowspan="" style="background-color: var(--background-color-error-subtle, #fee7e6); color:inherit;; text-align:center; vertical-align:middle;" \| Nominado | [ 179 ]   |      |
| Make-Up Artists and Hair Stylists Guild Awards | Mejores efectos especiales de maquillaje                                                      | rowspan="" style="background-color: var(--background-color-error-subtle, #fee7e6); color:inherit;; text-align:center; vertical-align:middle;" \| Nominado | [ 179 ]   |      |
| MTV Movie & TV Awards                          | Mejor programa                                                                                | rowspan="" style="background-color: var(--background-color-error-subtle, #fee7e6); color:inherit;; text-align:center; vertical-align:middle;" \| Nominado | [ 180 ]   |      |
| MTV Movie & TV Awards                          | Mejor actuación en programa                                                                   | rowspan="" style="background-color: var(--background-color-error-subtle, #fee7e6); color:inherit;; text-align:center; vertical-align:middle;" \| Nominado | [ 180 ]   |      |
| MTV Movie & TV Awards                          | Mejor villano                                                                                 | rowspan="" style="background-color: var(--background-color-error-subtle, #fee7e6); color:inherit;; text-align:center; vertical-align:middle;" \| Nominado | [ 180 ]   |      |
| MTV Movie & TV Awards                          | Mejor pelea                                                                                   | rowspan="" style="background-color: var(--background-color-error-subtle, #fee7e6); color:inherit;; text-align:center; vertical-align:middle;" \| Nominado | [ 180 ]   |      |
| MTV Movie & TV Awards                          | Mejor actuación revelación                                                                    | rowspan="" style="background-color:var(--background-color-success-subtle, #d5fdf4); color:inherit;; text-align:center; vertical-align:middle;" \| Ganador | [ 180 ]   |      |
| MTV Movie & TV Awards                          | Mejor reparto                                                                                 | rowspan="" style="background-color:var(--background-color-success-subtle, #d5fdf4); color:inherit;; text-align:center; vertical-align:middle;" \| Ganador | [ 180 ]   |      |
| MTV Movie & TV Awards                          | Mejor momento musical                                                                         | rowspan="" style="background-color: var(--background-color-error-subtle, #fee7e6); color:inherit;; text-align:center; vertical-align:middle;" \| Nominado | [ 180 ]   |      |
| Screen Actors Guild Awards                     | Mejor actuación de un equipo de especialistas en una serie de televisión                      | rowspan="" style="background-color:var(--background-color-success-subtle, #d5fdf4); color:inherit;; text-align:center; vertical-align:middle;" \| Ganador | [ 181 ]   |      |
| Visual Effects Society Awards                  | Efectos visuales excepcionales en un episodio fotorrealista                                   | rowspan="" style="background-color: var(--background-color-error-subtle, #fee7e6); color:inherit;; text-align:center; vertical-align:middle;" \| Nominado | [ 182 ]   |      |
| Visual Effects Society Awards                  | Simulaciones de efectos excepcionales en un episodio, comercial o proyecto en tiempo real     | rowspan="" style="background-color: var(--background-color-error-subtle, #fee7e6); color:inherit;; text-align:center; vertical-align:middle;" \| Nominado | [ 182 ]   |      |